# アンゴラ

アンゴラ共和国
República de Angola

国の標語：Virtus Unita Fortior（ラテン語）
国歌：Angola Avante（ポルトガル語）
進めアンゴラ!

アンゴラ共和国（アンゴラきょうわこく、ポルトガル語: República de Angola）、通称アンゴラは、アフリカ南西部にある共和制国家。東はザンビア、南はナミビア、北はコンゴ民主共和国と国境を接し、西は大西洋に面する。コンゴ民主共和国を挟んで飛地のカビンダが存在し、同地の北はコンゴ共和国と接する。首都は大西洋岸のルアンダである。

## 概要
アンゴラは中部アフリカならび南部アフリカに位置する。現在のアンゴラには旧石器時代から人間が住んでいた事が判明している 。アフリカ大陸においては国土面積が7位の規模を誇る国家であり、ルゾフォニアにおいては総面積と人口の両方で2番目に大きい国家といわれる。
かつては、ポルトガルの植民地だったものの、1961年にアンゴラ独立戦争が勃発。1975年に独立を認めさせたものの独立後も内戦が2002年まで続き、疲弊した。ただ、内戦終結後は原油やダイヤモンドなどの豊富な資源を背景に、一定の経済発展が見られた。しかし、20年間以上続いた内戦のために1000万個を超える地雷が敷設されており、さらに首都のルアンダでは2009年時点で物価が世界一高い状態にあったなど、未だに課題も多い。
ポルトガル語諸国共同体、ポルトガル語公用語アフリカ諸国の加盟国で、アフリカ最大のポルトガル語話者を擁する国である。

## 国名
正式名称はポルトガル語でRepública de Angola（発音 [ʁɛˈpublikɐ dɨ ɐ̃ˈɡɔlɐ] レプブリカ・デ・アンゴーラ）であり、かつてこの地を支配していたンドンゴ王国の王号である「ンゴラ（Ngola）」に由来する。
公式の英語の名称は、Republic of Angola（発音: [rɪˈpʌblɪk əv ænˈgoʊlə] リパブリック・オブ・アンゴウラ）。
日本での表記は、アンゴラ共和国が一般的であり、通称としてアンゴラが用いられている。
独立時の1975年から1992年まで、正式名称はアンゴラ人民共和国だったが、1992年の憲法改正により現在のアンゴラ共和国に変わった。

## 歴史
この地方には、1世紀ごろから毅然で勇敢なバントゥー系のアフリカ人が住んでいた。

### コンゴ王国時代
14世紀に現・アンゴラ北部に居住していたコンゴ人はコンゴ王国を建国し、コンゴ王国は現・アンゴラ北西部ザイーレ州に、首都ンバンザ・コンゴを建設した。

### ポルトガル植民地時代

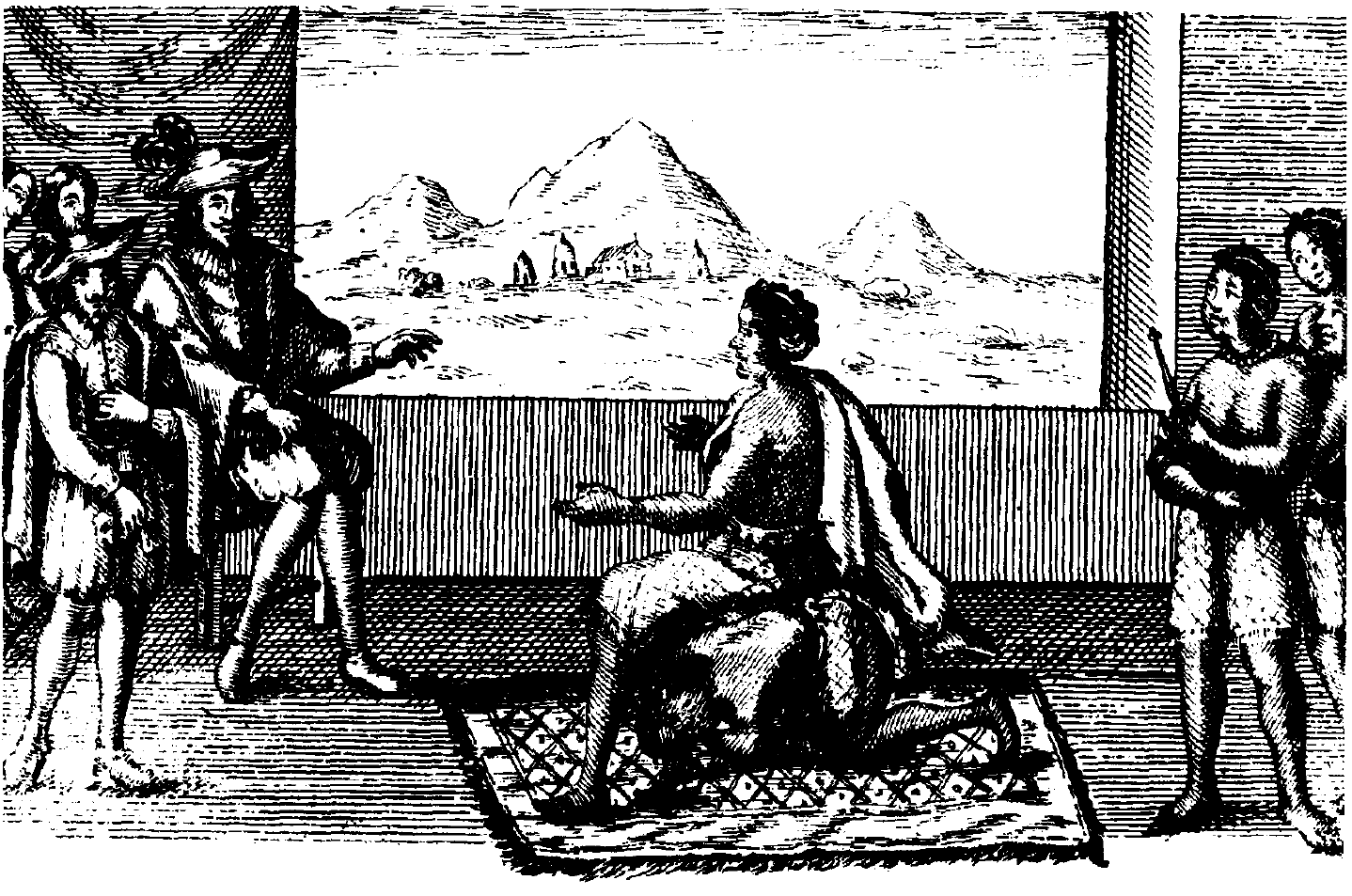
ルアンダのポルトガル人総督との和平交渉に臨むンドンゴ王国、マタンバ王国のンジンガ女王（1657年）。ンジンガ女王を見下していたポルトガル人は女王のために椅子を用意しなかったため、側近が椅子に代わって対等の立場での交渉を繰り広げた。ンドンゴ王国はポルトガル人に敗れたが、ンジンガ女王は今日も多くのアンゴラ人とアフリカ系ブラジル人の抵抗の象徴となっている。

デマルカシオンの下にアフリカの西海岸を南下していたポルトガル人は、1482年にポルトガル人のディオゴ・カンがコンゴ川河口に到着した。1485年に彼はコンゴ王のンジンガ・ンクウとの間で、両国の対等な立場の下でコンゴ王国とポルトガル王国の国交を結んだ。1506年に即位したンジンガ・ムベンバの時代に、コンゴ王国は積極的にポルトガルの文化やキリスト教を採り入れ、ンジンガ・ムベンバは首都ンバンザ・コンゴをポルトガル語のサン・サルヴァドールと改名した。その後、ポルトガル人はコンゴに代わって南のアンゴラを新たな奴隷と、カンバンベに期待されていた銀の供給源と見なし、1575年にアンゴラに到達したパウロ・ディアス・デ・ノヴァイスがポルトガル領アンゴラ（1575年 - 1975年）を、翌1576年にルアンダを建設し、ポルトガルはルアンダを拠点にさらなる奴隷の供給を求めて、さらにアンゴラ内陸部への侵略を行った。
以降、アンゴラはブラジルやウルグアイ、アルゼンチン、キューバなど南米や西インド諸島への黒人奴隷供給地とされた。1617年にベンゲラが建設されると奴隷貿易はさらに拡大し、1576年から1836年までの間に、300万人の奴隷が大西洋三角貿易の一環としてアンゴラからラテンアメリカに連行された。ポルトガル支配に対し、ンドンゴ王国やマタンバ王国は激しい抵抗を繰り広げた。例えば1622年には、en:Battle of Mbumbiを起こした。特に1623年に権力を握ったンジンガ女王は数十年間にわたって反ポルトガル戦争を続け、一時はポルトガルと戦争状態にあったオランダと同盟を結び、ポルトガルと戦ったが、最終的にサルヴァドール・コレイア・デ・サ率いるポルトガル領ブラジルから派遣された軍隊が在アンゴラのオランダ軍に勝利した結果、1648年にアンゴラはポルトガルに征服され、ンジンガ女王は1657年にポルトガルと平和条約を結んだ。ポルトガルはオランダとの間に結ばれた1661年のハーグ講和条約で、400万クルザードの賠償金と引き換えにアンゴラとオランダ領ブラジル（現・ブラジル北東部）領有を国際的に認められた。
一方、アンゴラからブラジルに送られた黒人奴隷は脱走して逃亡奴隷となり、ブラジル各地にアンゴラ・ジャンガ（小アンゴラ）と呼ばれるキロンボ（逃亡奴隷集落）を築いた。1695年のパルマーレスの戦いで滅ぼされたブラジル最大の逃亡奴隷国家は、キロンボ・ドス・パルマーレスと呼ばれる。1665年のアンブイラの戦いをきっかけに、en:Kongo Civil War（1665年 - 1709年）が始まった。
1884年から1885年のベルリン会議でのアフリカ分割の結果、ポルトガルはカビンダ以外のコンゴ川流域を失った。この時期のポルトガルは、大西洋岸のアンゴラとインド洋岸のモザンビークを結ぶ「バラ色地図」構想を打ち出し、アフリカ大陸を横断することを植民地政策の目標としたが、この政策はカイロからケープタウンまでアフリカ大陸を縦断しようとしていたイギリスの植民地政策と衝突したため、1890年にポルトガルはイギリスの圧力によって内陸部のザンビア、マラウイ、ジンバブエから撤退し、翌1891年の条約によってポルトガル領アンゴラは、ほぼ現在のアンゴラの形に再編された。
20世紀に入ると、事実上の強制労働制度とイギリスやベルギーの資本により植民地開発が進められた。この時期にベルギー・イギリス系のディアマング社によってダイヤモンド鉱山の開発が始まり、インフラにおいては1907年にイギリス系のタンガニーカ・コンセッション社（英: Tanganyika Concessions Ltd.）により、ベンゲラ鉄道の建設が着工され、1929年に完成した。

### アンゴラ独立戦争

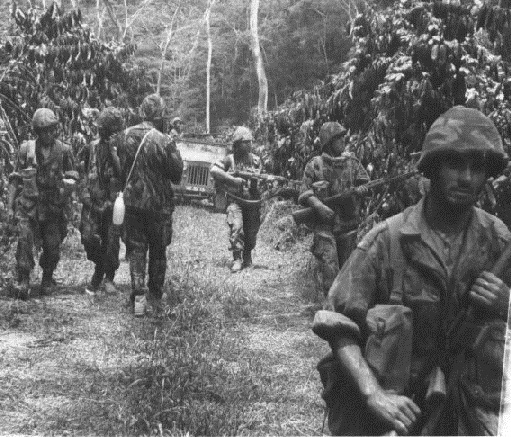
アンゴラ独立戦争を戦うポルトガル軍。1961年から10年以上続いた各植民地での独立戦争は、ポルトガルと植民地の双方を大きく疲弊させた。

第二次世界大戦が終結し、脱植民地化時代に入ると、アフリカ諸国のヨーロッパ諸国からの独立の機運が高まり、これがアンゴラにも波及した。アントニオ・サラザール政権（エスタド・ノヴォ）は、1951年にアンゴラなどのアフリカ植民地を「海外州」（葡: Província Ultramarina de Angola, 英: Overseas Province of Angola）と呼び変え、植民地支配に対する国際社会の非難を避けようとした。
アンゴラやモザンビークは形式上、本国のポルトガルと同等の立場であるとされ、1959年のポルトガルの開発計画によりアンゴラには5000万ポンドが投資された。アンゴラには多数のポルトガル人の入植が奨励され、ポルトガル人農園主の経営するプランテーションで栽培されたコーヒーは芳醇でありアンゴラ最大の輸出品目である。
だが、形式上の本国との対等の地位と事実上の植民地政策の矛盾は隠せず、アンゴラでは1961年2月4日にアゴスティーニョ・ネト、マリオ・ピント・デ・アンドラーデによって率いられたアンゴラ解放人民運動（MPLA）が、政治犯の解放を求めて首都のルアンダの刑務所を襲撃し、アンゴラ独立戦争（ポルトガルの植民地戦争）が始まった。1961年3月には北部のコンゴ人を主体とし、反共を掲げたアンゴラ人民同盟（UPA、葡: União das Populações de Angola、アンゴラ国民解放戦線 - FNLA の前身）も独立運動を始め、両者の主導権争いが続いた後、1966年にジョナス・サヴィンビがFNLAからアンゴラ全面独立民族同盟（UNITA）を分離した。1960年代を通じてMPLAによる解放区の拡大は続き、独立派とポルトガル軍（現地採用の黒人兵も多かった）との独立戦争の末にポルトガル本国で1974年に勃発したカーネーション革命により、独立3会派の紆余曲折を経てMPLAは1975年11月11日にルアンダでアンゴラ人民共和国の独立を宣言した。

### アンゴラ内戦

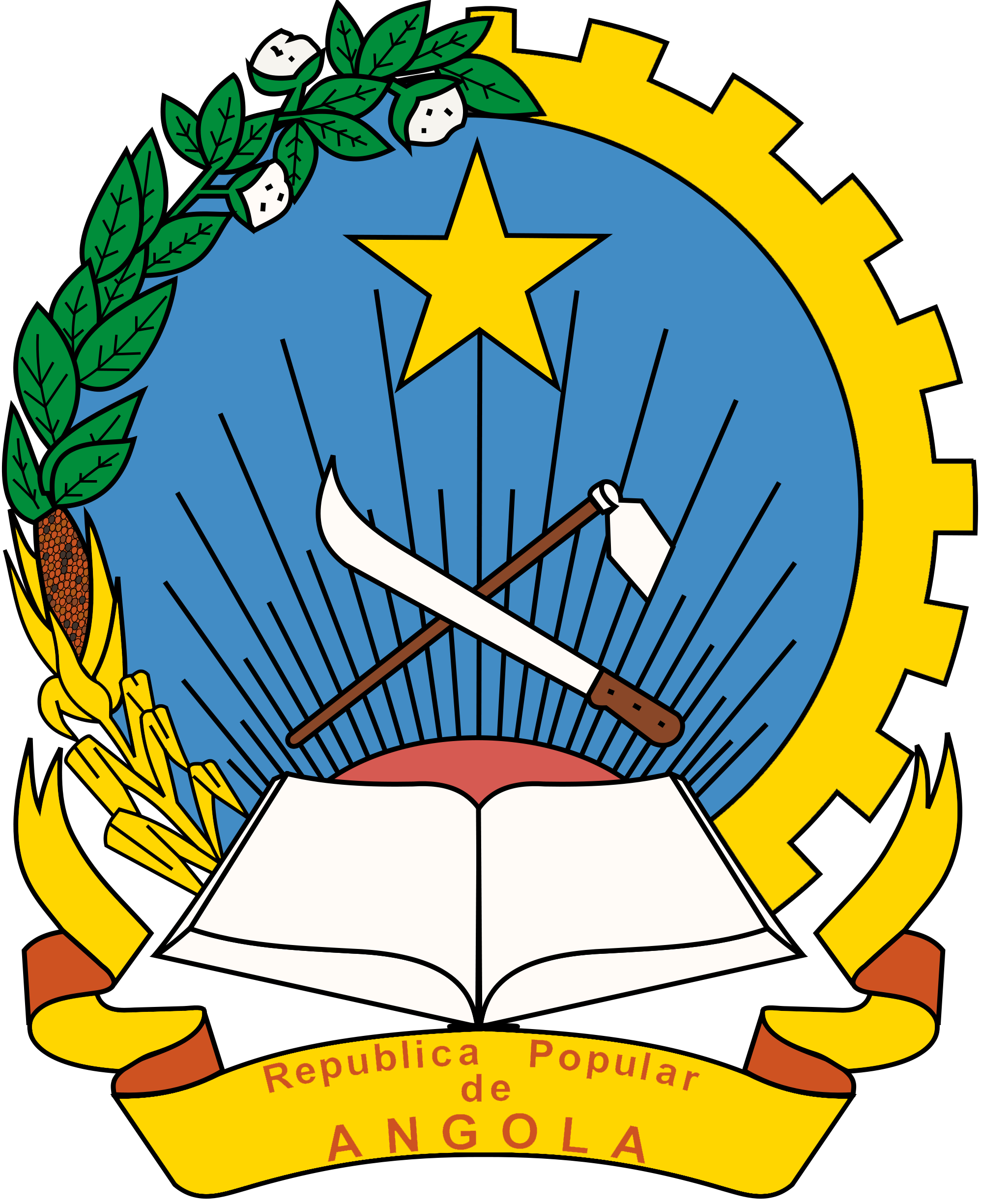
独立時の国章

しかし、MPLAに主導権を握られるのを嫌ったアンゴラ国民解放戦線（FNLA）・アンゴラ全面独立民族同盟（UNITA）連合が、ウアンボ（旧ノーヴァ・リズボア）にアンゴラ民主人民共和国の独立を宣言した。MPLAは直ちにアンゴラ民主人民共和国を消滅に追い込んだ。

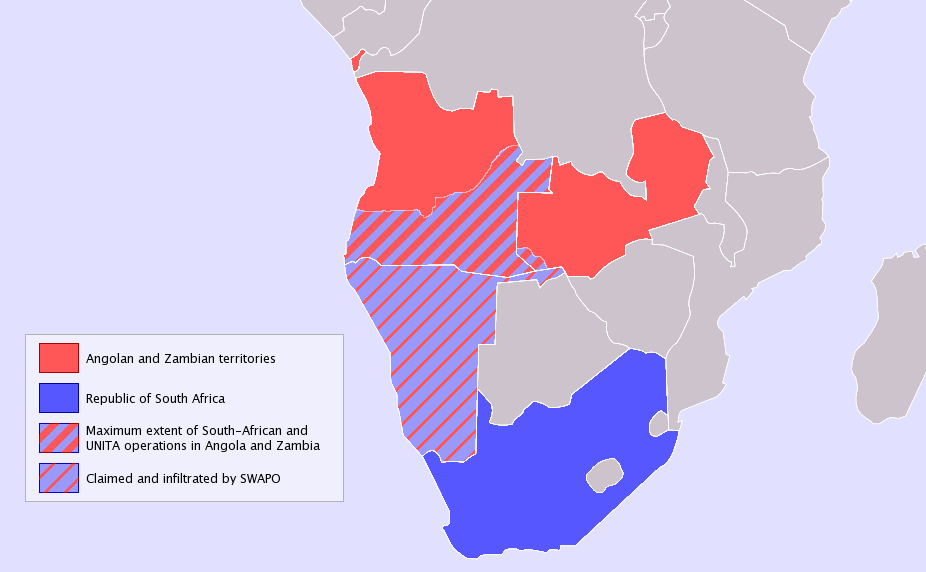
アンゴラ内戦の構図。アンゴラ内の赤はMPLA政府支配地域。アンゴラ内の青と赤の斜線は南アフリカ＝UNITA連合軍の最大介入地域。

独立直後から、キューバによる直接介入に加えてソビエト連邦が支援するアンゴラ解放人民運動（MPLA）と、南アフリカ共和国による直接介入、さらにアメリカ合衆国、ザイール、中華人民共和国とフランスが支援するUNITA・FNLA連合の間で、内戦状態に陥った。キューバ軍の支援を受けたMPLAは首都のルアンダの防衛に成功し、政権を掌握したが、1975年の時点で50万人を数えたポルトガル系アンゴラ人の入植者の大規模な引き揚げや戦争によるインフラ、農地の荒廃によってアンゴラの産業は大混乱に陥った。

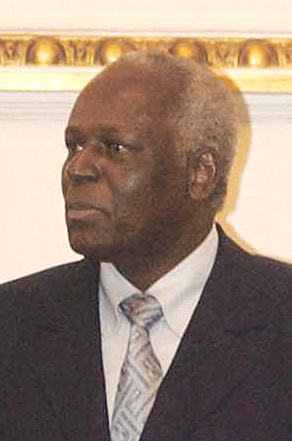
第2代大統領、ジョゼ・エドゥアルド・ドス・サントス

1979年9月にネト議長が死去し、第2代大統領にジョゼ・エドゥアルド・ドス・サントスが就任した。アンゴラ政府はソビエト連邦やキューバなど社会主義陣営との結び付きを強め、MPLAによる社会主義建設のために一党制を敷いた。しかしこの間も内戦が継続したため、多くの人命が失われ経済は疲弊した。さらに戦闘だけでなく、地雷によって負傷した人々も多く発生した。
アンゴラ内戦は政府・反政府勢力がそれぞれ米ソの後援と、それぞれの勢力の代理人であった南アフリカ共和国（アパルトヘイト時代）とキューバ（カストロ政権）の直接介入を受けていたため、東西冷戦の代理戦争と言われている。
FNLAは1980年代には弱体化し、南アフリカ共和国とキューバも1988年に南アフリカ共和国がクイト・クアナヴァレの戦いでアンゴラ＝キューバ連合軍に侵攻を阻止された後に、当時南アフリカ領だったナミビアの独立とキューバ軍のアンゴラ撤退を交換条件に撤退した。外国軍の撤退後、冷戦体制が終結を迎える国際情勢に呼応してMPLA政権は1990年に社会主義路線を放棄し、翌年には複数政党制の導入を決めた。ポルトガル政府の仲介で1991年5月、MPLAとUNITAがリスボンで和平協定（en:Bicesse Accords）に調印した。
1992年に実施された大統領選および議会選を巡る対立から、再び武力衝突が発生した。1994年10月31日に国連の仲介でen:Lusaka Protocolが締結されて和平が成立したものの、アンゴラゲートと呼ばれるフランスによるアンゴラ反政府勢力への武器密輸スキャンダルの発覚で、UNITAの武装解除に失敗した。
なお、内戦とは別に第一次コンゴ戦争（1996年11月 - 1997年5月）の際にコンゴを支援するため、ザイールへの出兵を1997年5月にアンゴラ政府軍が行った。アンゴラの人口の1割強は、コンゴ人なのである。しかし1998年にUNITAの再蜂起により戦闘が再燃し、第二次コンゴ戦争が発生した。ジョナス・サヴィンビ議長の私兵勢力と化したUNITAは、ダイヤモンドの密輸を資金源にアンゴラ政府軍と衝突を続けた（紛争ダイヤモンド）。
ところが2002年2月、UNITAのサヴィンビ議長が民間軍事会社（PMC）の攻撃で戦死し、和平機運が高まったため2002年3月15日に双方は休戦で合意した。2002年4月19日にはサンシティ休戦協定（en:Sun City Agreement）が結ばれ、27年間の内戦に終止符が打たれた。この結果、飛地のカビンダ（カビンダ共和国）を除いた全土で、1961年以来初めてアンゴラでの大規模な戦闘が停止した。

### 内戦終結後
2002年4月19日の内戦終結後は、ダイヤモンドや原油の輸出によってアンゴラ経済は急速に回復した。
しかし長期間にわたる内戦の結果、世界最悪の数の地雷が敷設されていると言われる程の地雷原が残った。2010年8月9日、政府の地雷除去委員会は2006年から2010年半ばまでの地雷での死亡者は166人、負傷者は313人であると明らかにした。国連の推定によると、アンゴラ全土に残されている地雷は数百万発に達すると言われている。
さらに政権の腐敗なども見られ、課題は多い。

### カビンダ紛争
2002年4月19日の内戦終結後も飛地であるカビンダ州は例外であり、カビンダの独立闘争が続き、アンゴラ政府軍はこれを弾圧し続けている。理由としてはアンゴラの経済の柱の1つである原油がカビンダ州で産出することが挙げられる。2007年1月1日には石油輸出国機構に加盟した程である。
ガビンダの独立を目指す反政府勢力のカビンダ解放戦線（FLEC）＝カビンダ軍（FAC）は、ゲリラ戦を展開している。ゲリラ戦の一環として、2010年1月にはアンゴラで開催されたサッカーの国際大会であるアフリカネイションズカップ2010へ出場するために訪れていたトーゴ代表一行のバスをFACが襲撃した。この結果、トーゴのサッカーチームの関係者3名が死亡し選手も含めた数名が負傷した。このためトーゴ代表は出場を辞退したように、2010年代に入っても依然として不安定要素が残った。

## 政治
アンゴラは、大統領を元首とする共和制国家で、大統領の任期は5年間である。現行憲法は、2010年の憲法である。当該憲法施行に伴い、議会選挙で最多得票を獲得した政党の名簿で第1位にある者が自動的に大統領となる議院大統領制を採用した。首相職が廃止され、代わって副大統領職が設置された。
なお、かつては大統領は直接選挙によって選出されていた。
立法機関は一院制の国民議会であり、議員定数は220名である。
主要政党としてはアンゴラ解放人民運動（MPLA）、アンゴラ全面独立民族同盟（UNITA）、社会改革党、アンゴラ民族解放戦線（FNLA）、新民主選挙連合などが存在する。直近の総選挙は2022年8月24日に行われた（2022年アンゴラ総選挙）。
最高司法機関は、最高裁判所である。
1961年から1975年までの独立闘争と建国後の1975年から2002年まで続いた内戦により極めて不安定な時期が長く続いたものの、2002年の内戦終結によりようやく安定の兆しが出てきた。しかし、反政府ゲリラ出現や貧困や政治腐敗など不安定要素も残る。

## 国際関係

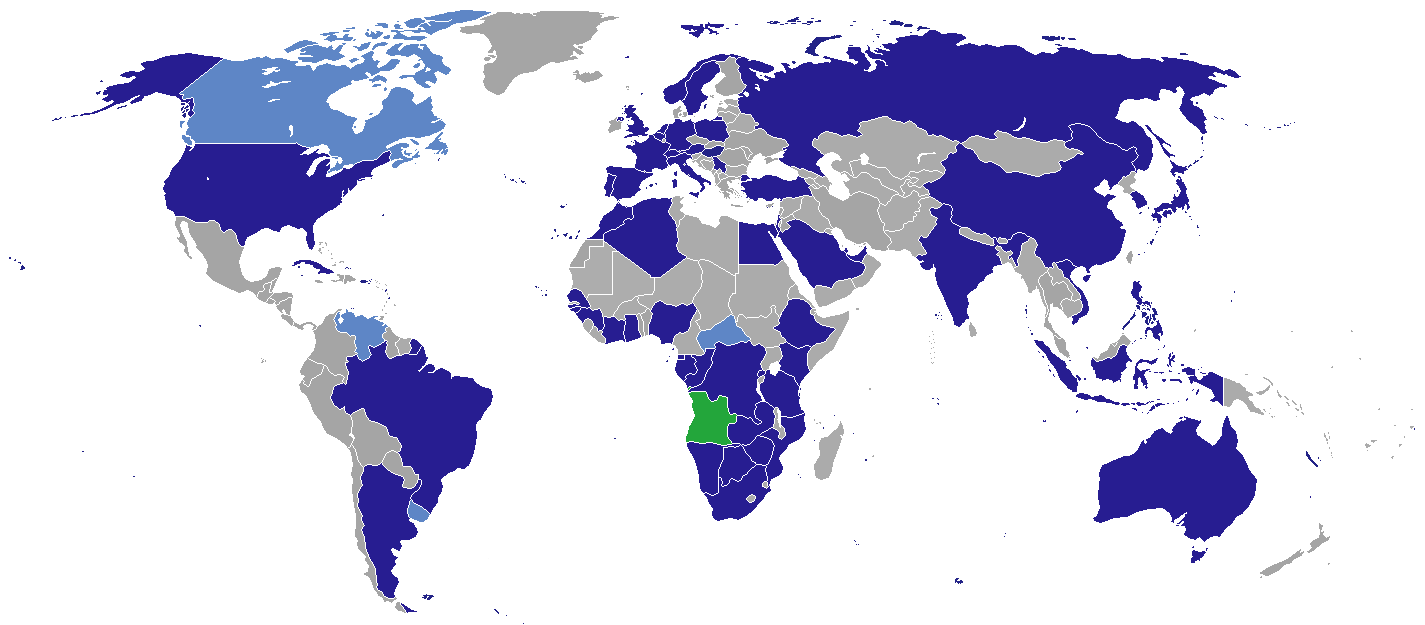
アンゴラが外交使節を派遣している諸国の一覧図

独立時に主導権を握ったのが社会主義を掲げるMPLAだったために、冷戦中は国内の内戦の状況がそのまま親東側政策に結びつき、反政府ゲリラを支援する南アフリカ共和国、アメリカ合衆国、中華人民共和国、ザイールなどとは敵対政策が続いた。
これに対して、冷戦終結後は西側諸国との友好関係を深め、全方位外交を行っている。
アンゴラはポルトガル語諸国共同体の一員であり、ポルトガルやブラジル以外にも、カーボ・ヴェルデ、モザンビークなどポルトガル語圏の国々（ルゾフォニア）とは深い絆を保っている。
また内戦中、現MPLA政府はキューバ軍の援軍と医療援助や教育援助を受けたため、現在もキューバとは友好関係が続いており、キューバの医師団を受け入れている。
党旗を南ベトナム解放民族戦線の旗に似せるなど、ベトナムとアンゴラは共に欧米諸国や中国による侵略に立ち向かう同盟国同士であった。ベトナムも少数ながらアンゴラに軍事顧問団を送るなどして支援を行った。そのため、両国は現在でも良好な関係にある。
第二次コンゴ戦争勃発以来、隣国のコンゴ民主共和国が不安定な情勢であるためかアンゴラもカビラ側での軍事介入を行い、国内にはコンゴ民主共和国人の難民も流入している。

### 中国との関係
内戦中、MPLAと対立したUNITAやFNLAをアメリカやザイールなどと連携して支援していた中華人民共和国はMPLAのネト政権から中越戦争を非難されたように敵対関係にあったが、1983年にMPLAのサントス政権と国交を樹立した。冷戦終結後、中国はインフラ整備を行いキランバ新都市のような巨大なゴーストタウン（鬼城）もできた。2007年までに1兆5000億円の資金援助をした。アンゴラは原油の4分の1を中国に輸出しており、最大の輸出先となりアンゴラに利益を還流しない中国の方法にはアンゴラ人からの批判もあり、2004年には反中デモも起きたがMPLA政権はこれを弾圧した。2014年には内戦で破壊されたベンゲラ鉄道を中国の援助で再建した。

### 日本との関係
日本との関係は1990年代以前は希薄であったが、内戦の終結や豊富な資源などの発見などにより次第に関係を深めている。2005年には日本大使館が開設された。民間からも難民を助ける会などのNGOが現地で援助活動をしていた。
- 在留日本人数 - 34人（2018年10月現在）[25]
- 在日アンゴラ人数 - 46人（2019年12月末現在）[25]

駐日アンゴラ大使館
- 住所：東京都世田谷区代沢2丁目10-24
- アクセス：京王井の頭線池ノ上駅

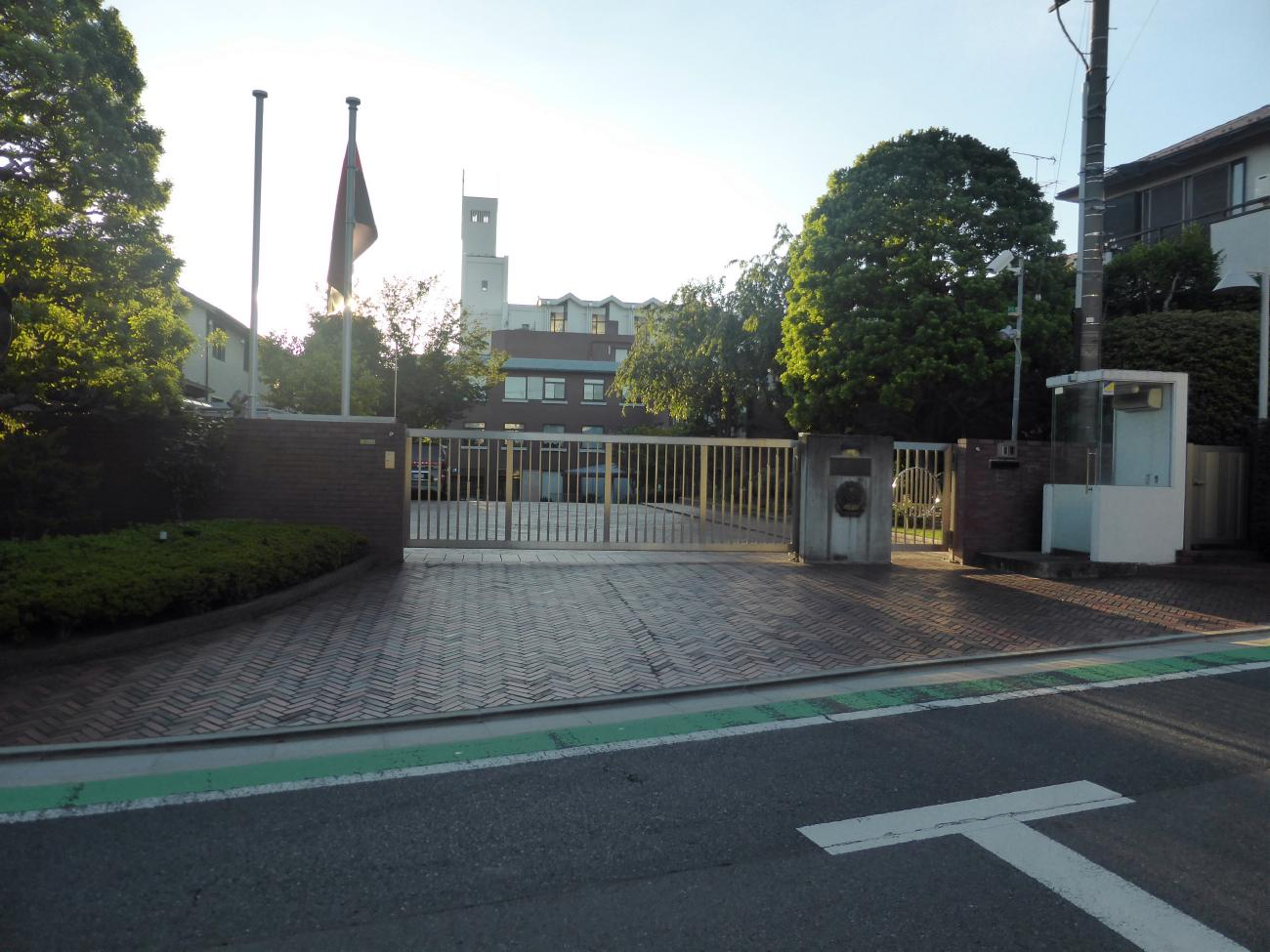
アンゴラ大使館正門
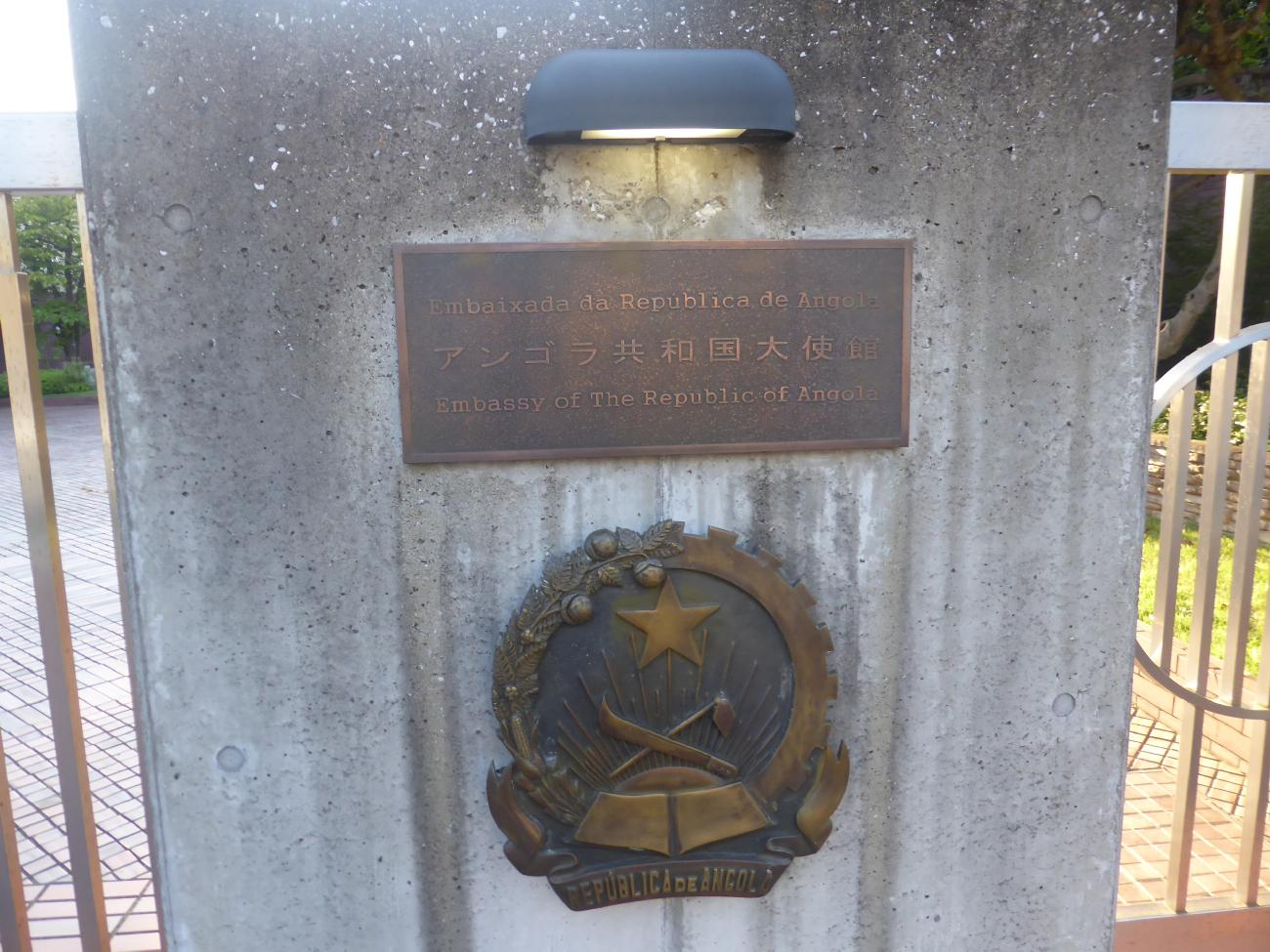
アンゴラ共和国の国章
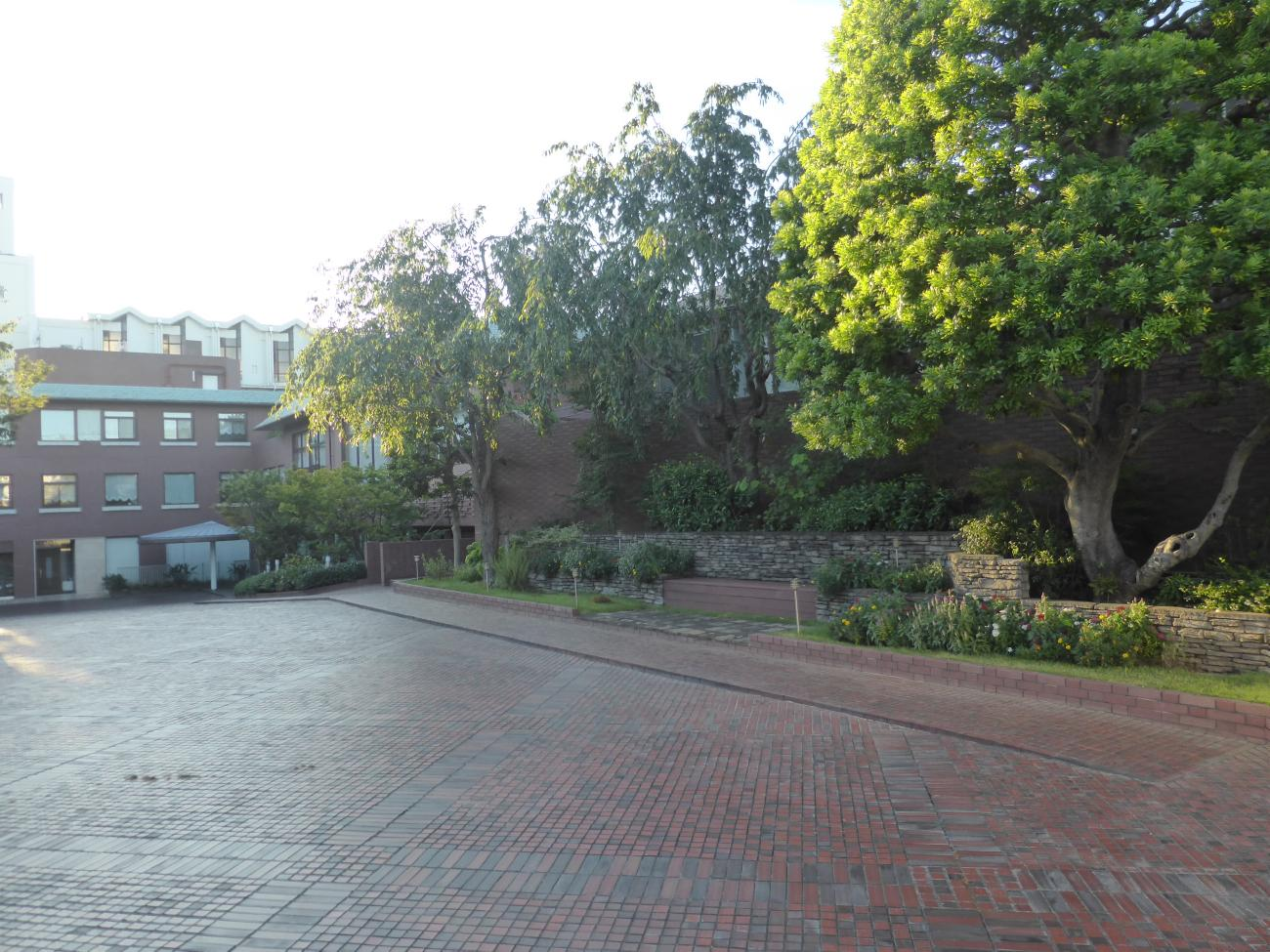
アンゴラ大使館と大使公邸
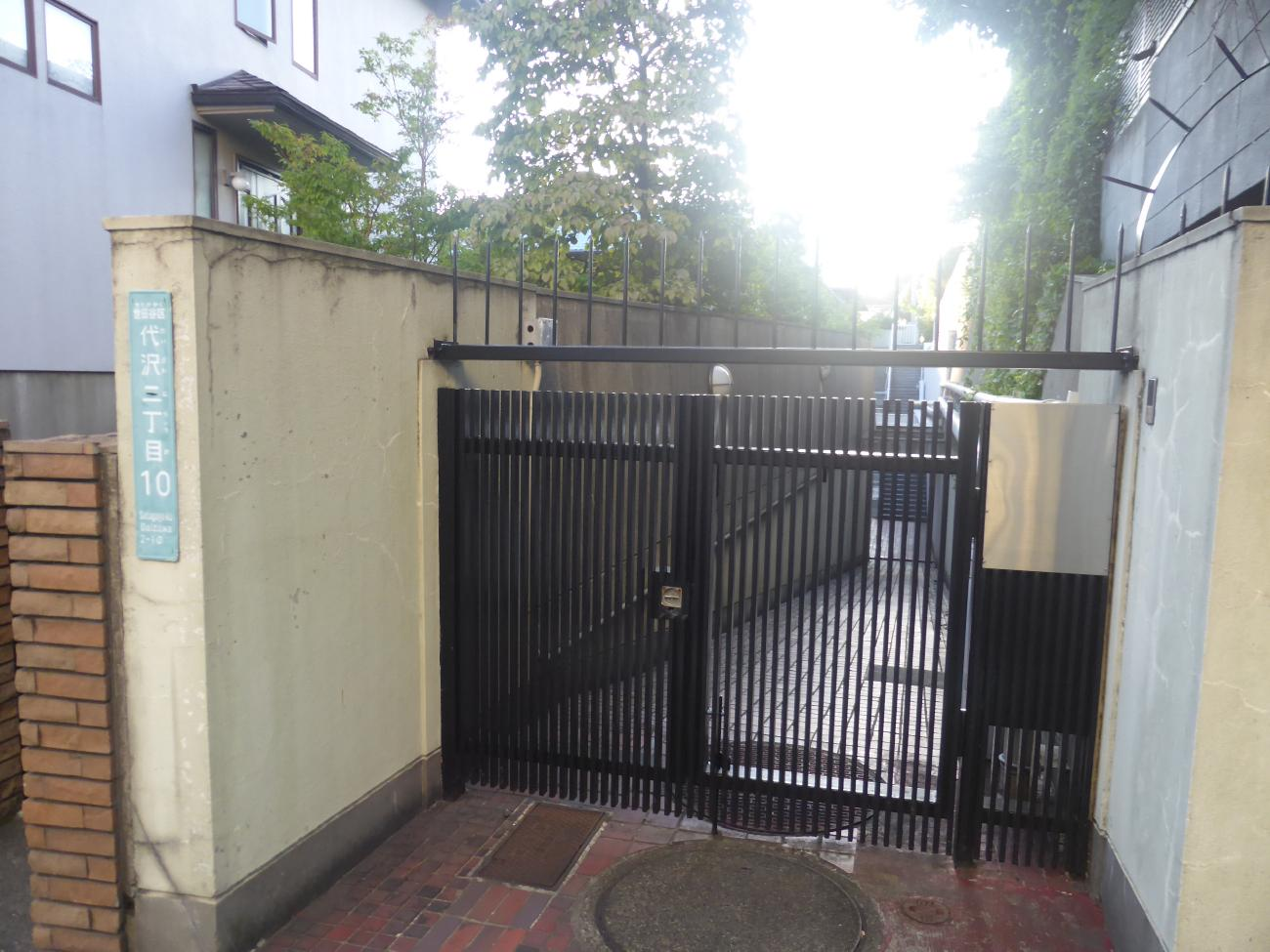
アンゴラ大使公邸門
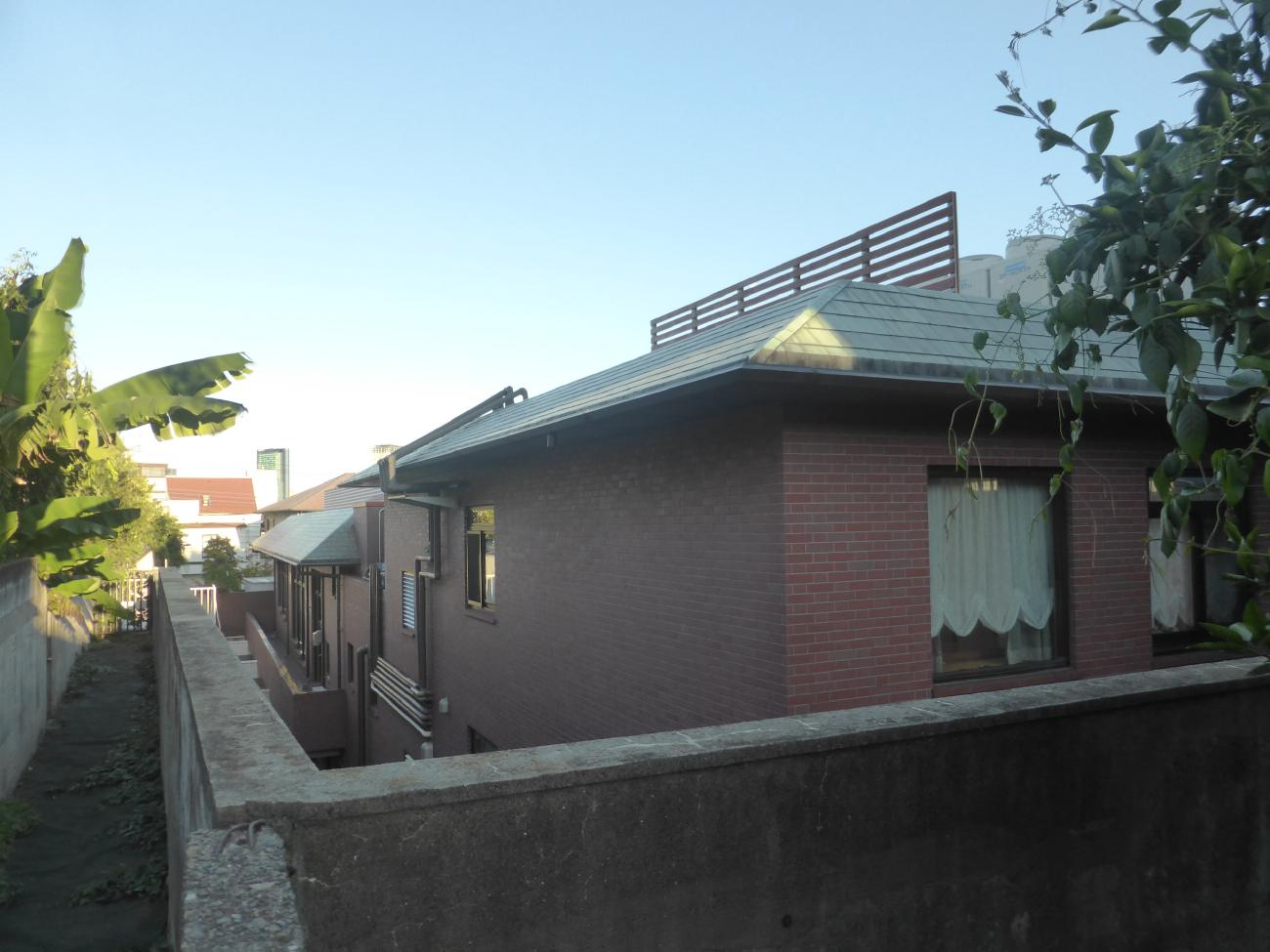
アンゴラ大使館裏手

同地の敷地面積は2,787m2で、元証券会社の研修施設を改修したものである。
駐アンゴラ日本大使館

## 軍事
アンゴラ軍は陸海空の3軍と、緊急即応警察軍から構成される。独立直後に始まったアンゴラ内戦のため、アンゴラ政府軍はソビエト連邦とキューバの支援を受けて南アフリカ共和国や中華人民共和国が支援する反政府ゲリラ（UNITA、FNLA）との戦いを繰り広げた。1988年にキューバ軍が撤退した後も、2002年にUNITAが降伏するまで内戦は続いた。現在もアンゴラ軍の任務は主に国内のゲリラ組織との戦闘である。ただし、内戦終結後も飛地のカビンダ州の独立を志向するカビンダ飛び地解放戦線（FLEC）との戦い（カビンダ紛争）も続いており、2010年1月にはFLECによるサッカートーゴ代表への襲撃事件（サッカートーゴ代表襲撃事件）が発生した。
対外的な軍事介入においてはコンゴ民主共和国との関わりが強く、第一次コンゴ戦争では反政府ゲリラを支援していたザイールに出兵し、モブツ体制崩壊を助けた。第二次コンゴ戦争、キヴ紛争）においてもローラン・カビラ、ジョゼフ・カビラ父子のコンゴ民主共和国新政府支援のために軍を送った。
兵器体系は旧東側諸国に準ずる。2006年の軍事支出は、GDPの5.7パーセントだった。
- アンゴラ陸軍兵力：10万人
- アンゴラ海軍兵力：1000人
- アンゴラ空軍兵力：6000人
- 緊急即応警察軍：1万人

## 地理

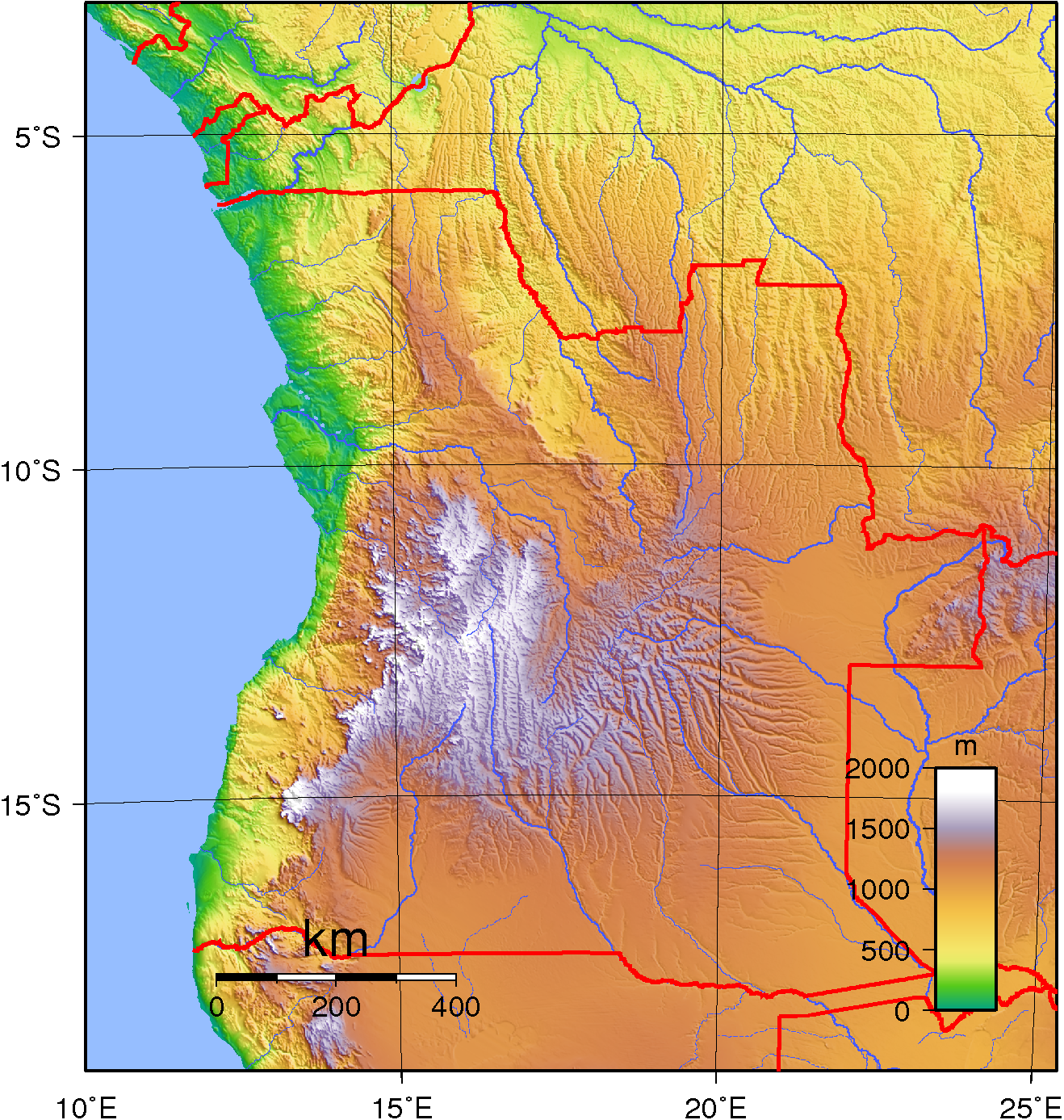
アンゴラの標高図

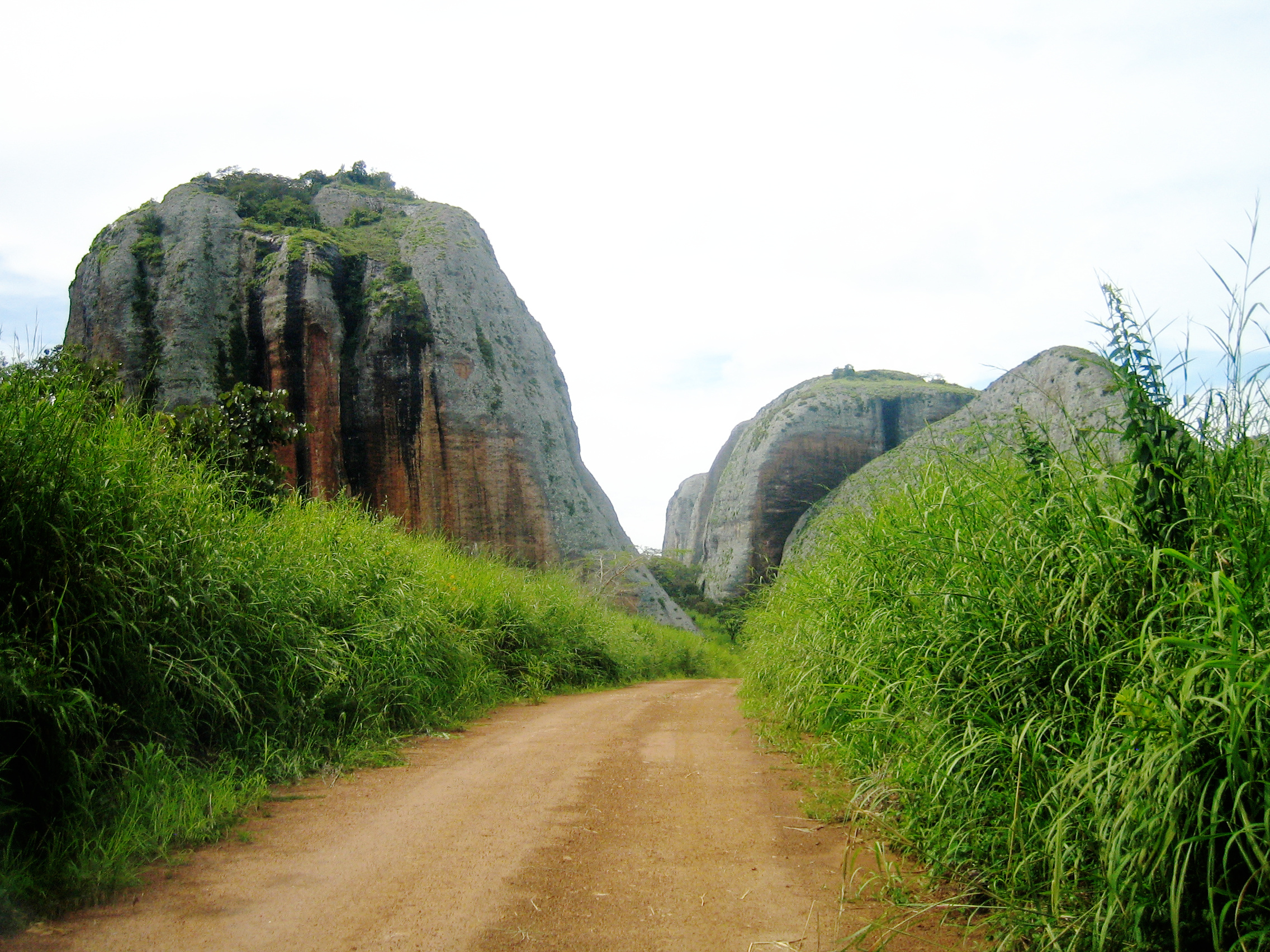
プンゴ・アンドンゴの「黒い岩」（Pedras Negras de Pungo Andongo）。マランジェ州。

国土面積は1,246,700 km2で、ニジェールに次いで世界で23番目である。
アンゴラ本土（カビンダ州を除く地域）は、南はナミビア、東はザンビア、北はコンゴ民主共和国と国境を接する。また飛び地であるカピンダ州はコンゴ民主共和国とコンゴ共和国に挟まれている。
大西洋を流れる寒流のベンゲラ海流の影響により、大西洋沿岸部での降水量は非常に少なく、首都ルアンダを始めとする多くの港湾都市の気候はステップ気候を示す。ナミビアに近い最南部の海岸は砂漠気候さえ示す。
一方で、狭い海岸平野を除いた国土の内陸部の大半は広大な台地状の高原であり降水量もやや多く、赤道に近い北部はサバナ気候、南部は温帯夏雨気候を示す。
このように国内でも場所によって降雨量のみならず地形や気候にも極端なまでの差が見られるが、実際 Burgess et al. (2004) の定義によるエコリージョンは15種類と、アフリカの国という単位で見ると最多に近い部類に入り、植生に関してもカビンダ州含む北部のように高木の生い茂る密林から、ザンビアとの国境地帯の氾濫原、南西部のウェルウィッチアなどが生育する砂漠地帯に至るまで多様である（詳細はアンゴラの植物相を参照）。

## 地方行政区画

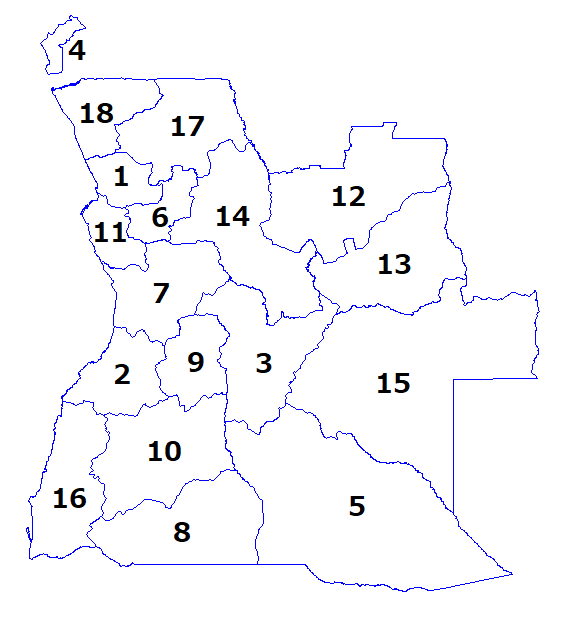
番号順に振られたアンゴラの州地図

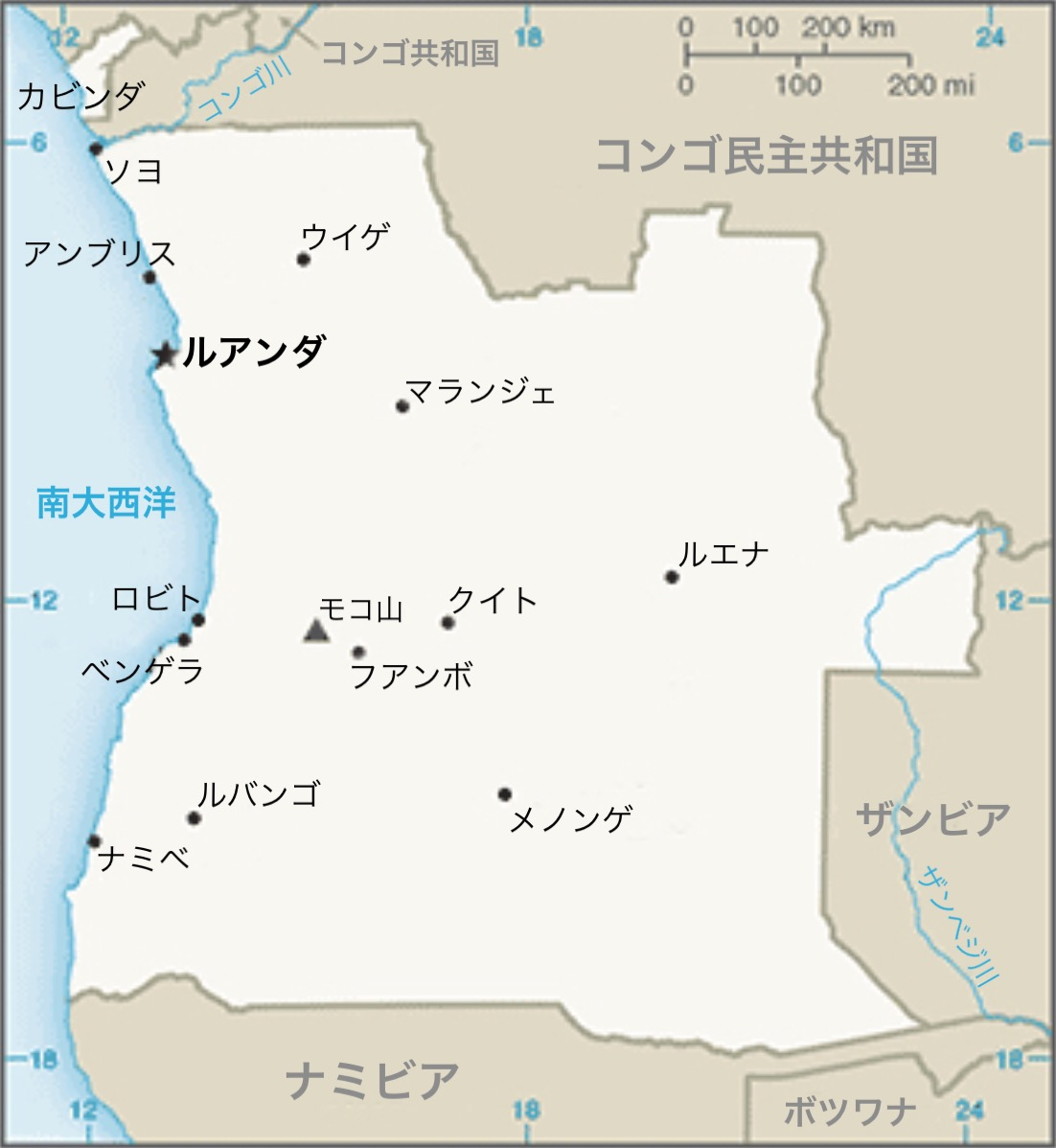
アンゴラの地図

18州（províncias）の下に、158の市町村（municípios）に分かれている。
1. ベンゴ州 (Bengo)
2. ベンゲラ州 (Benguela)
3. ビエ州 (Bié)
4. カビンダ州 (Cabinda) → 飛び地
5. クアンド・クバンゴ州 (Cuando Cubango)
6. クアンザ・ノルテ州 (Cuanza Norte)
7. クアンザ・スル州 (Cuanza Sul)
8. クネネ州 (Cunene)
9. ウアンボ州 (Huambo)
10. ウイラ州 (Huíla)
11. ルアンダ州 (Luanda)
12. ルンダ・ノルテ州 (Lunda Norte)
13. ルンダ・スル州 (Lunda Sul)
14. マランジェ州 (Malanje)
15. モシコ州 (Moxico)
16. ナミベ州 (Namibe)
17. ウイジェ州 (Uíge)
18. ザイーレ州 (Zaire)

### 主要都市
- ルアンダ
- ウアンボ
- ロビト
- ベンゲラ
- ルバンゴ
- カビンダ

## 経済

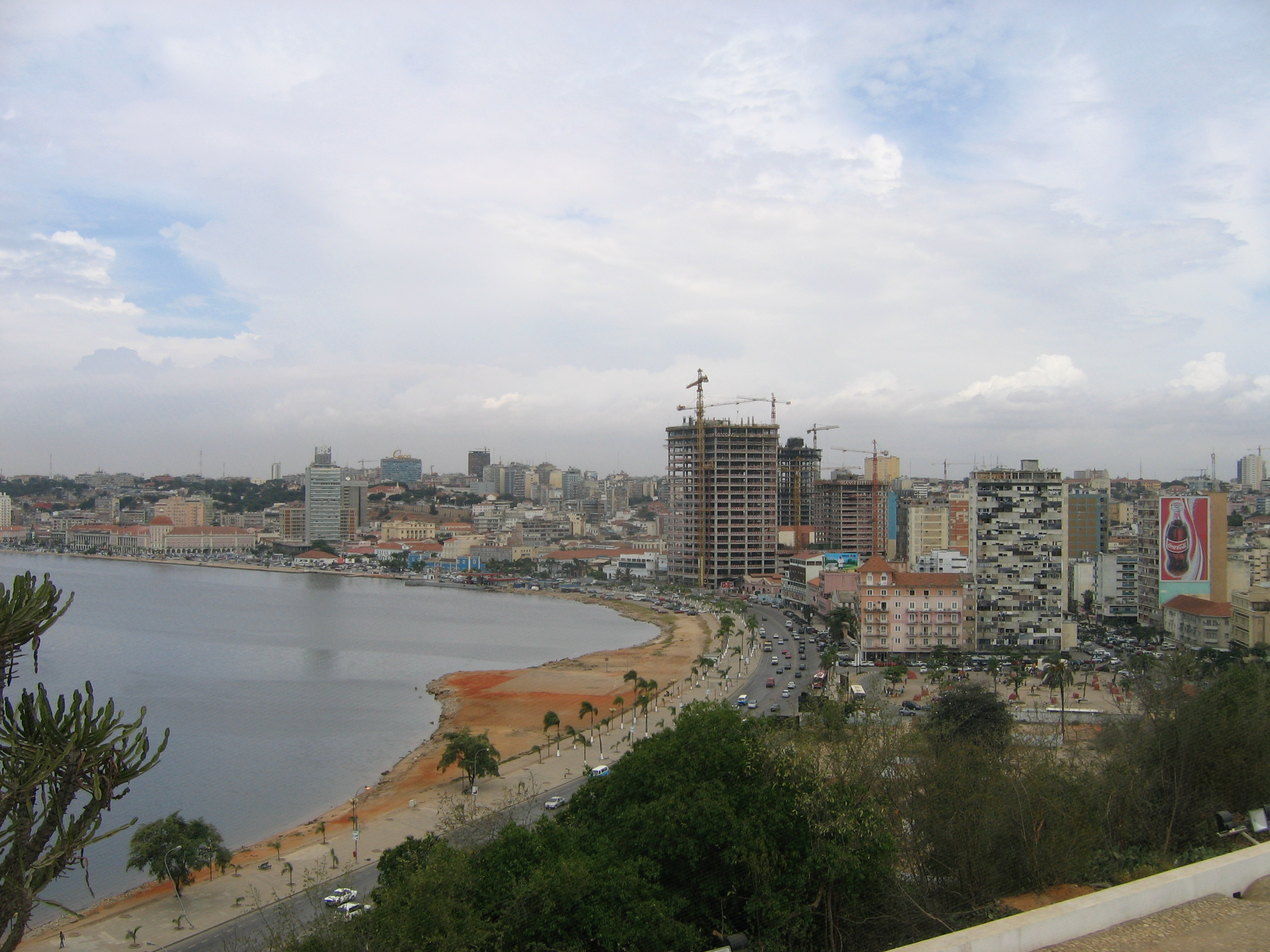
首都ルアンダの中心街

アンゴラでは長年にわたる内戦によって、インフラの破壊や人的資源の損失などが著しい。しかし、沿岸部の埋蔵量80億バレルとされる原油と、内陸部で産出するダイヤモンドなど、鉱産資源には比較的恵まれている。この豊富な資源を背景に、内戦終結後は、貿易によって毎年30億ドル以上の黒字を記録したなど、これからの発展に充分な期待が持たれる国として、外国企業の進出も盛んである。2004年に中国の政府系金融機関中国輸出入銀行(中国进出口银行）は20億ドルの現金をアンゴラに貸し出した。ローンはアンゴラのインフラの再建に使われ、同国における国際通貨基金（IMF）の影響力を制限した。

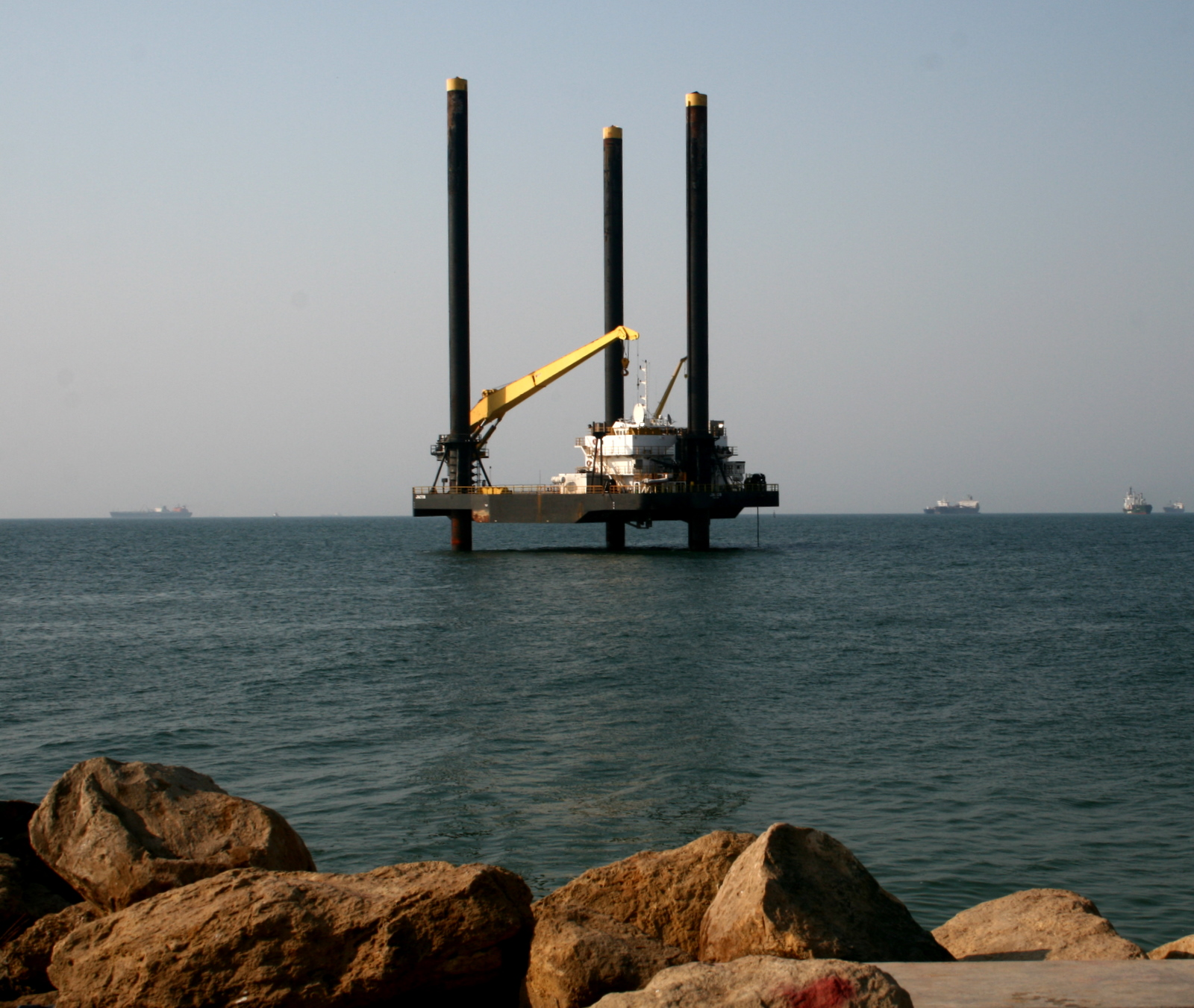
沿岸の石油プラットフォーム

アンゴラの経済成長は2005年末の時点で日産140万バレル（220,000 m3/d）を越える石油生産の進展によって後押しされており、生産能力は2007年までに200万バレル（320,000 m3/d）に伸びると予想された。石油産業の支配はアンゴラ政府が所有するコングロマリット、ソナンゴル（Sonangol Group）によって強化される。アンゴラの石油資源の大半は飛地のカビンダ州に埋蔵されている。石油セクターは急速に成長している部門であり、経済活動全体の向上の原動力であるが、それにもかかわらず貧困は依然として拡散している。腐敗の監視人たるトランスペアレンシー・インターナショナルは、2005年にアンゴラを最も腐敗した国家のワースト10にランクした。ブリティッシュ・ペトロリアムが、採掘権料を腐敗した役人から政府の歳入に入るようにしたときは、他の石油会社はそれに賛同しなかった。首都は開発が進み、同国で言及すべき唯一の経済センターだが、ムセーケス（musseques）と呼ばれるスラムがルアンダの周囲を1マイルにわたって取り巻いている。OPECには2007年1月1日に加盟したが、2023年12月21日には自国の利益にならないとして脱退を表明した。
内戦の影響で依然としてアンゴラ国内各地に地雷が放置されており、開発の大きな障害となっている。各国のNGOや日本の日立製作所などの技術により、地雷の除去が進められている。
CIAワールドファクトブックによれば、実質GDP成長率は2006年に18.6%、2007年に21.1%、2008年には12.3%と非常に高い数値に達した。
近年の急速な経済成長により、2009年現在の首都のルアンダの物価は世界一高い状態にある。
- 国内総生産: 1067億ドル（2022年）- 世界銀行調べ[34]
- 1人当たり国民所得: 2130ドル（2023年）- 世界銀行調べ[35]

## 交通
フラッグキャリアのTAAGアンゴラ航空が国内主要都市の間を運航している他に、アフリカ大陸の近隣諸国やヨーロッパ、南北アメリカ大陸の主要都市との間を結んでいる。なお、同社は近年アメリカ製の最新鋭機であるボーイング777やボーイング737-800を次々と導入し、サービス向上に力を入れている。
陸上交通においては、植民地時代にベンゲラ鉄道が建設されたものの、内戦中に運行停止した。これを中華人民共和国の援助により、復旧した。

## 国民

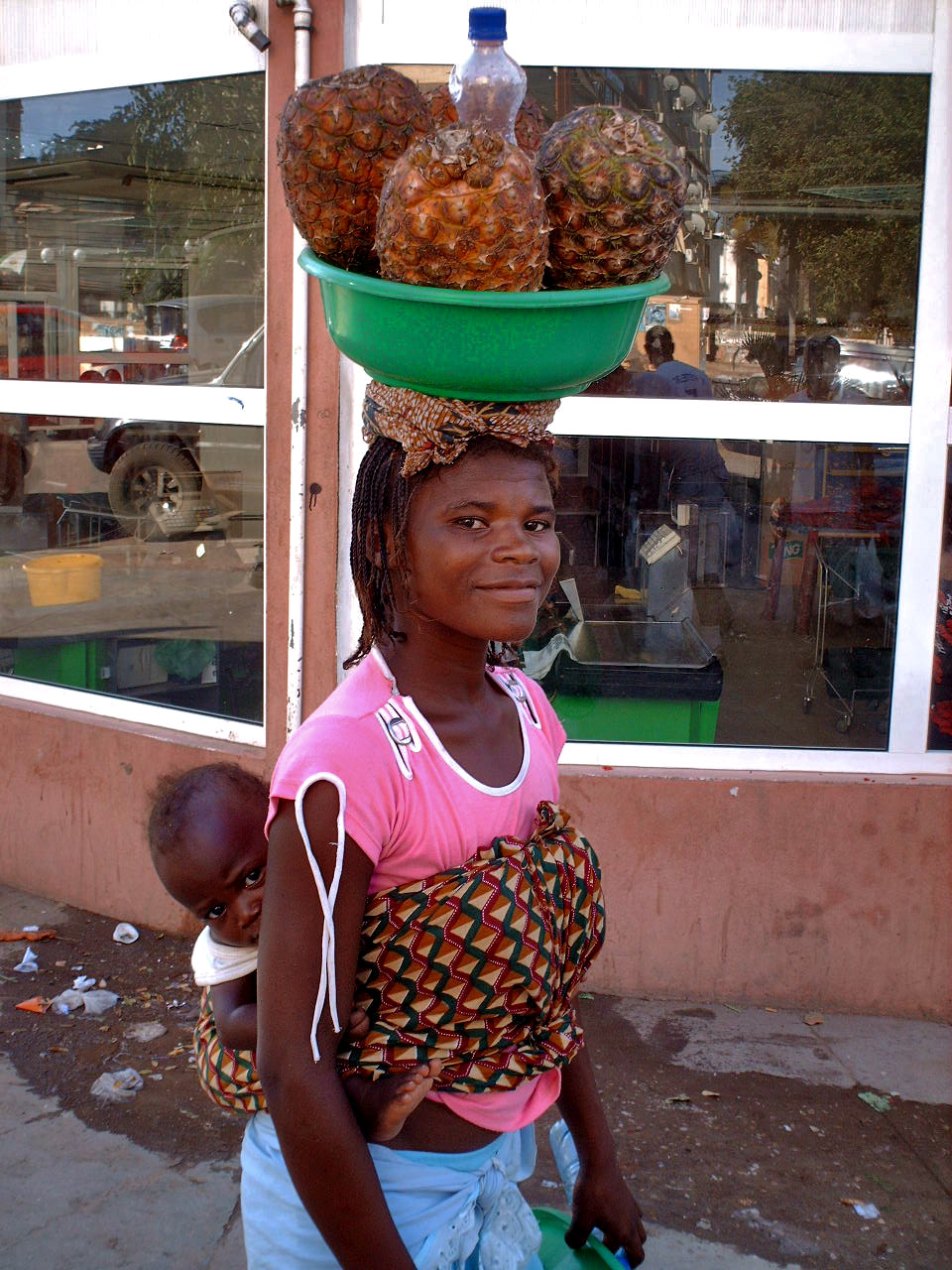
ルアンダの女性

15世紀以来長らくポルトガルの支配下に置かれ、アメリカやラテンアメリカへの奴隷供給源だったため、アフリカの中でも人口密度が極めて低い国の1つである。

### 民族

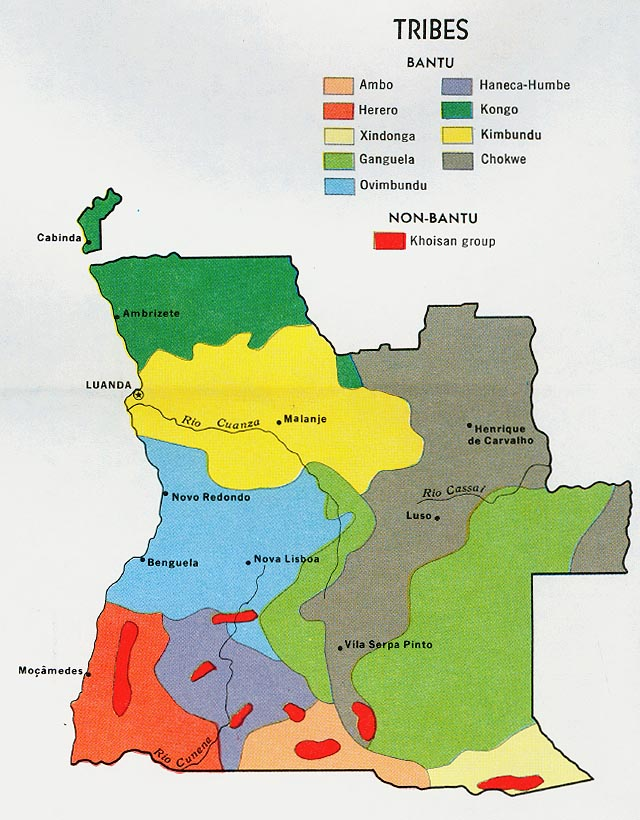
アンゴラ国内の諸民族（部族）の勢力範囲を示した地図（1970年）

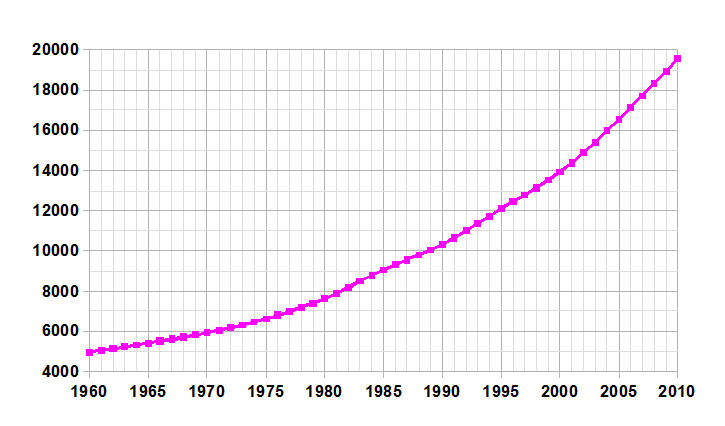
1961年から2003年までのアンゴラの人口動態グラフ

アンゴラの民族構成は、オヴィンブンド人が37パーセント、キンブンド人が25パーセント、コンゴ人が13パーセントなど、バントゥー系黒人諸民族が大半である。このように、2つのンブンド人が併せて人口の62パーセントを占めている。主に北部に住むコンゴ人は、かつてコンゴ王国の担い手だった民族であり、国境を越えたコンゴ民主共和国やコンゴ共和国にもまとまった数の集団が存在する。
これ以外にも白人と黒人の混血であるメスチーソが2パーセントを占め、1パーセントほどのポルトガル系（ポルトガル系アンゴラ人）を中心とするヨーロッパ系市民も存在する。その他が22パーセントである。
なお、アンゴラ内戦時に派遣され、現在も帰れないまま残留しているキューバ兵が1万人ほど残っている。その他のマイノリティとしては中国人（華僑）も見られる。さらに、アンゴラは2007年末で1万2100人の難民と、2900人の亡命希望者を抱えていると推測されている。
2008年には、40万人のコンゴ民主共和国人の移民労働者が存在したと見積もられ、少なくとも3万人のポルトガル系アンゴラ人、少なくとも2万人の中国人がアンゴラに住んでいる。独立前の1975年には約50万人のポルトガル人のコミュニティを抱えていた。

### 言語
アンゴラの公用語はポルトガル語である。しかし9割以上の国民はキンブンド語、ウンブンド語、コンゴ語、リンガラ語などのバントゥー諸語を話す。
なお、1990年の時点でポルトガル話者数は国民の2割程度だと見られている。

### 宗教

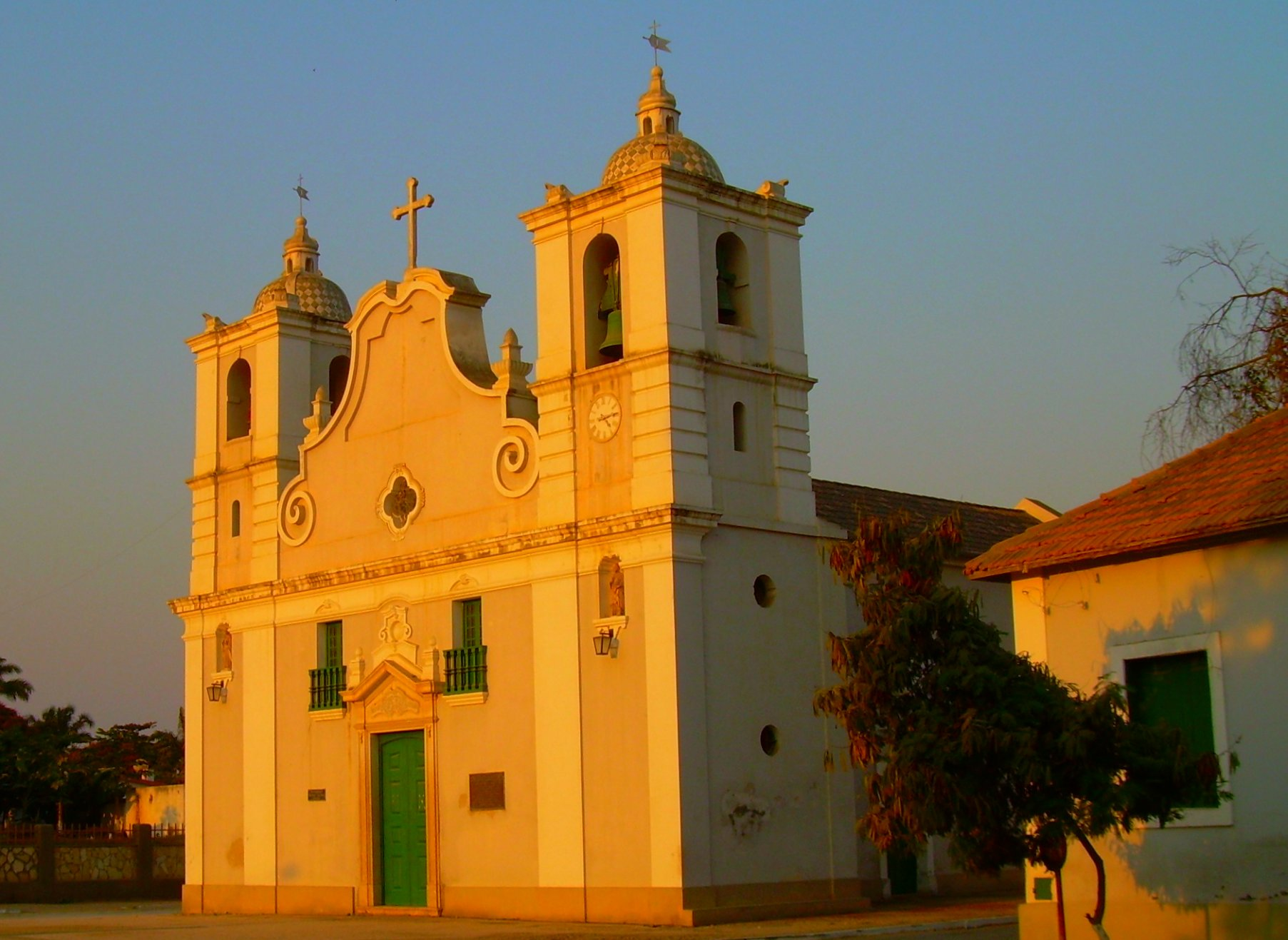
ベンゲラの教会

アンゴラで信仰されている宗教は、キリスト教が最大で人口の53パーセントを占め、そのうちの72パーセントがカトリックで、残りの28%はキリスト教系の諸派であり、バプティスト、プレスビテリアン、改革福音派、ペンテコステ派、メソジスト、キリスト教カルトなどが見られる。
残りの47パーセントは、キリスト教侵入以前から伝統的に信仰されてきた宗教などである。

### 教育

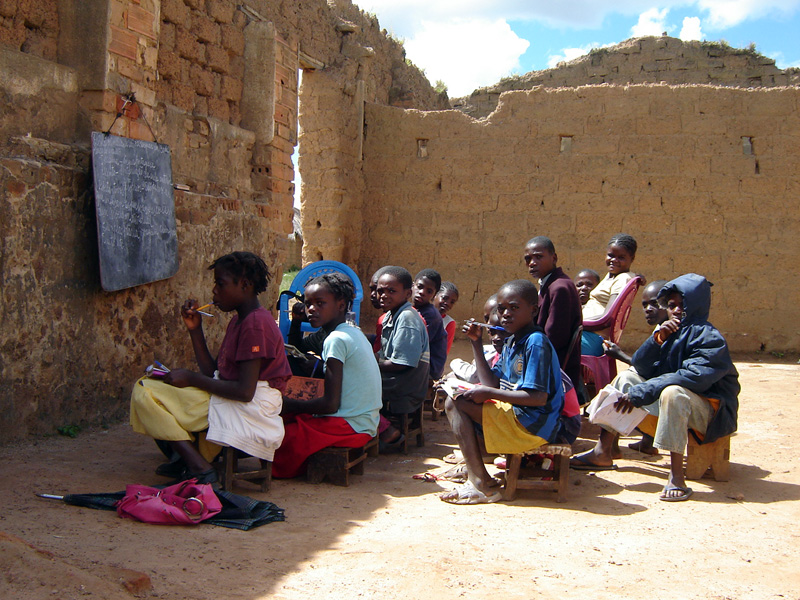
アンゴラの学校

アンゴラの法律では、初等教育の8年間は必修かつ無料だが、政府の報告によれば、学校施設と教員の不足により、かなりの生徒が学校に出席していない。なお無料とは言っても、生徒はしばしば教科書や学用品など学校関連の追加支出を負担しなければならない。
1999年には初等教育の総就学率は74%であり、1998年には初等教育の純就学率は61%だった。総就学率、純就学率は共に公式に初等学校に登録された生徒の数を基にしており、それゆえ出席実態は実際には反映されていない。また都市と地方の就学状況は顕著な差が開いたままである。1995年には、7歳から14歳までの71.2%の児童が学校に出席していた。男子の方が女子よりも出席率が高い傾向が報告されている。アンゴラ内戦（1975年 - 2002年）の間、半数近い学校が略奪、破壊されたことが報告されており、現在の学校過密の問題を招いている。
教育省は2005年に2万人の新教員を雇い、教員研修を実施している。教員は薄給、研修不足、過重労働の傾向がある。また生徒からの直接の支払いや賄賂を要求する教員もいると報告されている。その他に児童が定期的に学校に通えない理由として、地雷の存在、予算の不足、身分証明書類の不備、劣悪な健康状態などが挙げられる。2004年に教育予算の分配は増加したにもかかわらず、アンゴラの教育システムは依然として極度に資金不足である。
2001年の推計によれば、15歳以上の国民のポルトガル語での識字率は67.4%（男性：82.9% 女性：54.2%）である。植民地時代の1950年の非識字率は96.4%であった。2005年の教育支出はGDPの2.7%と、世界的に見ても低い数値だった。
主要な高等教育機関としてはアゴスティーニョ・ネト大学（1962）やアンゴラ・カトリック大学（1999）が挙げられる。また1975年のポルトガルからの独立以降、アンゴラのエリート層の子女は高等学校、工業専門学校、ポルトガル、ブラジル、キューバの大学などにも協定によって入学している。

### 保健
2007年の調査では、アンゴラではナイアシンが欠乏した状態が一般的だと結論付けられた。
コレラ、マラリア、狂犬病、マールブルグ熱のようなアフリカ出血熱などの伝染病は、国内のどの地域でも一般的な病気である。
さらにアンゴラの多くの地域では結核の感染率と、HIVの感染率が高い。デング熱、フィラリア症、リーシュマニア症、オンコセルカ症（河川盲目症）は虫によって媒介される病気であり、この地域でも発生する。
アンゴラでは乳幼児死亡率が世界で最も高い。また平均寿命が世界の中で特に短い国の1つでもある。

## 治安
アンゴラの政情は安定しているものの、経済格差が大きいことから都市部において強盗やスリ・ひったくり、車両盗難・車上荒らし事件などの犯罪が日常的に発生しており、被害者の国籍を問わず単身（もしくは少数での）徒歩移動中やマーケットなどでの買い物後に強盗被害に遭う事例が多数報告されている。
ほか、スリや置き引き、車上荒らしに関しては繁華街やスラム街、空港、路上、駐車場などにおいてその被害に遭う事案が見られる。特に空港や路上などで同国の警察官から金銭などに絡む不当要求を受けるトラブルが発生していることから注意が求められている。

## 文化
アンゴラはポルトガルから400年以上の長きにわたって支配されていたため、言語（ポルトガル語）や宗教（カトリック教会）など、ポルトガルの文化の影響を非常に強く受けている。それでも、アンゴラの文化はその多くが伝統的なバントゥー系の文化を残している。しかしながら植民地支配の長さによるものからか、アンゴラの大衆文化の一部にはポルトガル文化が合わさって独自に形成されているものが見受けられる。
またオヴィンブンド人、キンブンド人、コンゴ人などを含む多様な部族やそれぞれの伝統、言語・方言がさらに文化に幅を持たせている。
この他に、アンゴラ独自の文化ではないがブラジルのカポエィラやサンバ、アルゼンチンやウルグアイのタンゴ、カンドンベなどのアフリカに起源を持つ文化は、アンゴラから連行された黒人奴隷の文化が基になったように、奴隷として連れていかれた先の地域の文化に影響を与えている。

### 食文化

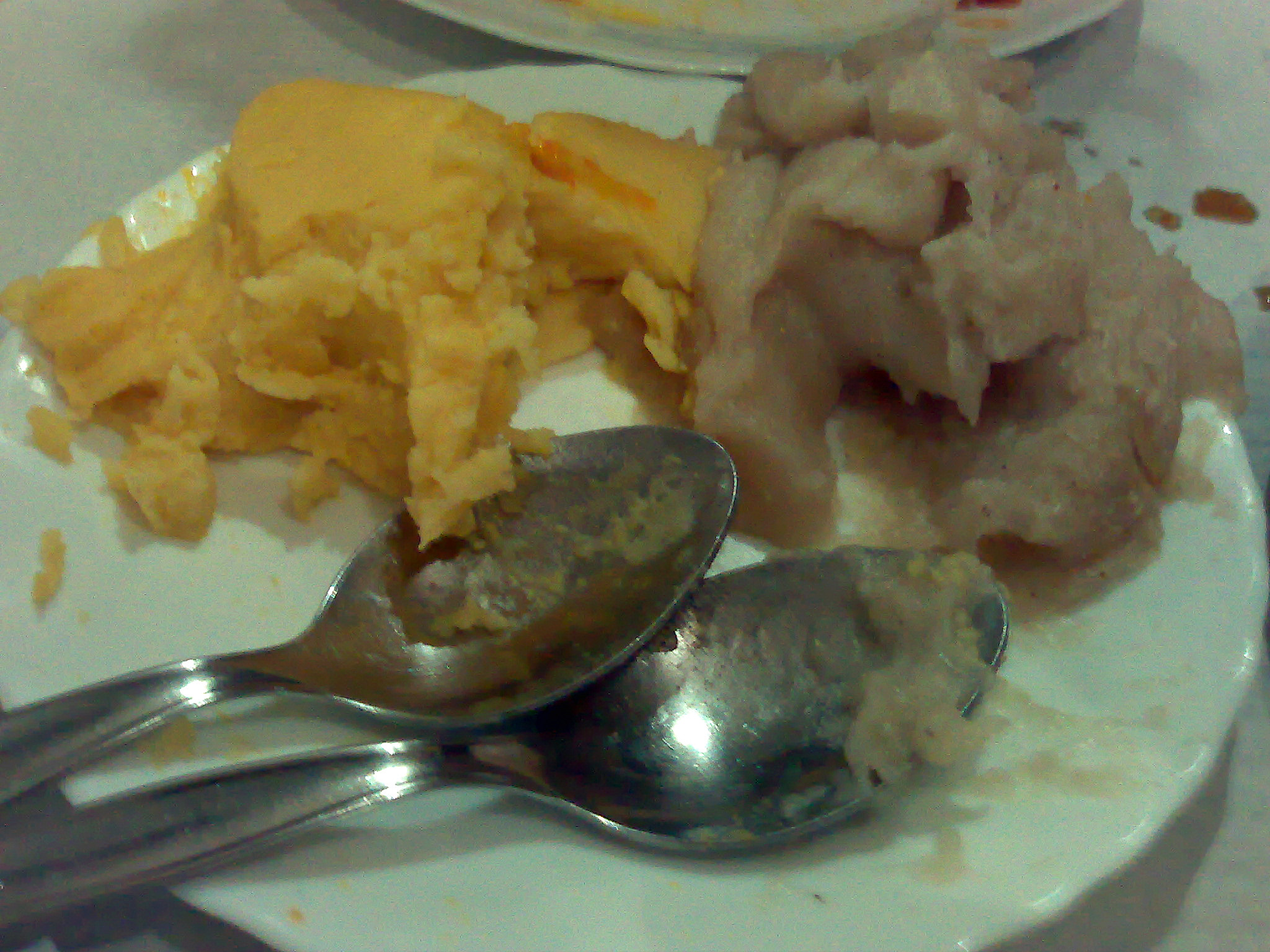
フンジ

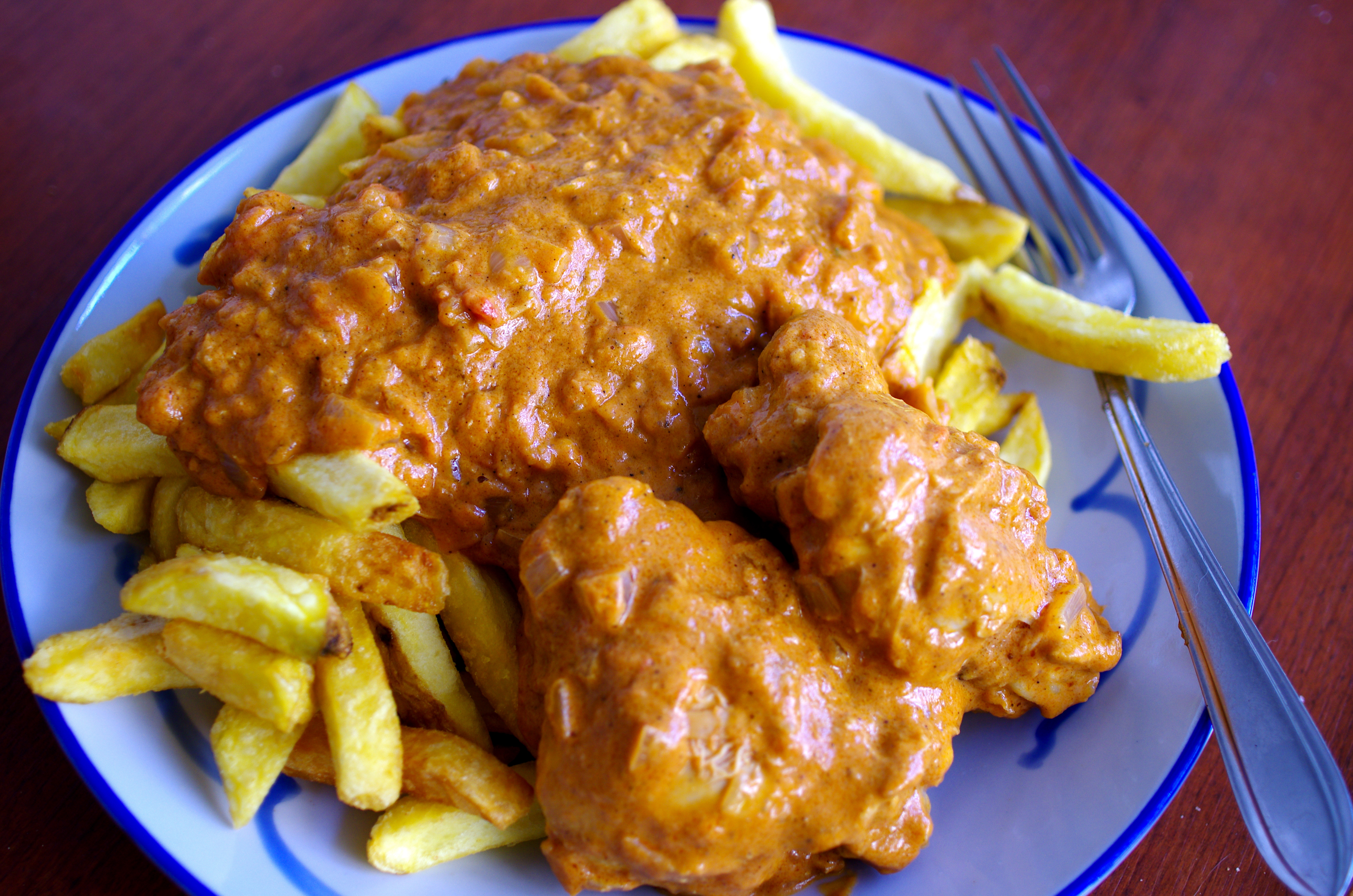
ムアンバ・チキン ムアンバと呼ばれるパームヤシから作られたバター状の調味料を用いており、アンゴラの国民料理の一部となっている。
この料理はアンゴラのみならず中部アフリカ諸国でも食されている。

アンゴラの主食は、キャッサバやトウモロコシの粉を湯と混ぜて餅状にしたフンジであり、肉や野菜をパーム油と煮た、シチューのような食べ物であるムアンバ・チキンと一緒に食べる場合が多い。
その他、旧宗主国のポルトガル料理やその植民地であったブラジル料理の影響を強く受けている。たとえば、アンゴラにはポルトガルが植林したオリーブが生育しており、料理にもオリーブ・オイルが用いられる。

### 文学

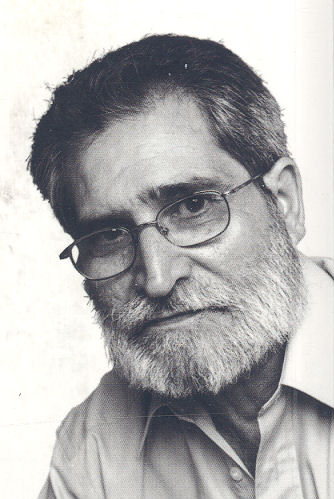
『マヨンベ』（1980年）の著者、ペペテラ

文字によるアンゴラの文学は、ポルトガル語によって19世紀半ばに始まった。これは、カーボ・ヴェルデの文学の成立と同時期であり、モザンビークに半世紀先駆けた物であった。文学において、アンゴラ文学はポルトガル文学との差異を強調する傾向があり、この傾向は独立以前の文学において、ポルトガル文学に対するこだわりを強く持たなかったモザンビーク文学との差となった。
アンゴラの詩は、1960年代の独立戦争の時期に高揚した。独立戦争の指導者であるアントニオ・ディアス・カルドーゾ、マリオ・ピント・デ・アンドラーデ、アゴスティーニョ・ネトや、亡命者のアルリンド・バルベイトスなど、多くの政治的な人物によりポルトガル語詩が作られた。
小説においては、20世紀前半にポルトガル人行政官としてアンゴラに駐在し作品を著したフェルナンド・モンテイロ・デ・カストロ・ソロメーニョや、『ルーアンダ』（1961）などで知られ、キンブンド語とポルトガル語を巧みに融合してノーベル文学賞受賞も取り沙汰され、現地の口承文学などを取り入れてポルトガルによる植民地支配を描いたジョゼ・ルアンディーノ・ヴィエイラ、アンゴラ独立戦争における解放軍の戦士の心情描写を通してアンゴラ人の心を描いた『マヨンベ』（1980）で知られ、1997年にカモンイス賞を受賞したペペテラ、ジャーナリストであり、伝記文学や『過去の売人』（O Vendedor de Passados, 2004）で2007年の英インデペンデント紙外国フィクション賞を受賞したジョゼ・エドゥアルド・アグアルーザらがアンゴラの著名な作家の名として挙げられる。

### 音楽
キンブンド人の音楽だったアンゴラのセンバは、ブラジルに渡ってサンバとなった。1947年にリセウ・ヴィエイラ・ディアスが中心となって結成されたンゴラ・リトモスは新たなセンバを創始し、アンゴラのポピュラー音楽の方向を決定づけた。ンゴラ・リトモスによって方向づけられたアンゴラのポピュラー音楽は、1960年代から独立後を通してセンバが主流となり、ボンガ、ヴァルデマール・バストス、パウロ・フローレスのように、国際的な成功を収めたミュージシャンも現れた。センバ以外にアンゴラ発祥の音楽のジャンルには、フランス語圏西インド諸島のズーク（Zouk）とセンバのクロスオーバーであるキゾンバが存在し、アンゴラ発祥のクラブミュージックであるクドゥーロも、ブラカ・ソン・システマの活躍の影響などもあって近年世界的に注目を集めている。近年は、同国初のゴシック・メタルバンドであるネブリナや、キゾンバのネイデ・ヴァン＝ドゥーネン（Neide Van-Dúnem）が活動している。

### 世界遺産
2017年に登録された旧コンゴ王国首都の残影ンバンザ＝コンゴが唯一の世界遺産となっている。

### 祝祭日
| 日付     | 日本語表記             | 現地語表記                                   | 備考                                             |
| -------- | ---------------------- | -------------------------------------------- | ------------------------------------------------ |
| 1月1日   | 元日                   | Ano Novo                                     |                                                  |
| 2月4日   | 武装闘争開始の日       | Dia Nacional do Esforço Armado               | 独立を求めて宗主国ポルトガルへの闘争を開始した日 |
| 3月8日   | 国際女性デー           | Dia Internacional da Mulher                  |                                                  |
| 3月27日  | 勝利の日               |                                              |                                                  |
| 4月14日  | 青年の日               |                                              |                                                  |
| 5月1日   | メーデー               | Dia do Trabalho                              |                                                  |
| 6月1日   | 子供の日               | Dia Internacional da Criança                 |                                                  |
| 8月1日   | 国軍記念日             |                                              |                                                  |
| 9月17日  | 国民的英雄の日         | Fundador da Nação e Dia dos Heróis Nacionais | 最初の大統領アゴスティニョ・ネトの誕生日         |
| 11月11日 | 独立記念日             | Dia da Independência                         |                                                  |
| 12月1日  | 開拓者の日             |                                              |                                                  |
| 12月10日 | MPLA労働者党設立記念日 |                                              |                                                  |
| 12月24日 | クリスマスイブ         |                                              |                                                  |
| 12月25日 | クリスマス             | Natal                                        |                                                  |

### スポーツ
アンゴラにおける著名なアスリートとしては、総合格闘技団体のRIZIN元バンタム級王者であり、現在はUFCフライ級で活躍するマネル・ケイプが存在する。2021年8月7日にオデー・オズボーンと対戦して勝利し、UFC初勝利を挙げた。またバスケットボールの強豪国でもあり、2006年世界選手権でアンゴラ代表は日本代表などと対戦し、3勝2敗のBグループ3位で決勝トーナメントに進出している。
サッカー
アンゴラ国内でも、他のアフリカ諸国同様にサッカーが圧倒的に1番人気のスポーツとなっており、1979年にサッカーリーグのジラボーラが創設された。アンゴラサッカー連盟によって構成されるサッカーアンゴラ代表は、FIFAワールドカップには2006年ドイツ大会のアフリカ最終予選で、アフリカ屈指の強豪ナイジェリアを抑えて初出場を果たした。本大会では旧宗主国であるポルトガル、さらにはメキシコやイランとも対戦し、2分1敗でグループリーグ3位で敗退した。アフリカネイションズカップには8度の出場歴があり、2008年大会と2010年大会ではベスト8に進出している。

## 著名な出身者
- ジョゼ・エドゥアルド・アグアルーザ - 文学者
- ペペテラ - 文学者
- フラヴィオ - 元サッカー選手
- アクワ - 元サッカー選手
- マヌーショ - 元サッカー選手
- マテウス - サッカー選手
- ヴァルデマール・バストス - ミュージシャン
- パウロ・フローレス - ミュージシャン
- ボンガ - ミュージシャン
- マネル・ケイプ - 総合格闘家
- ブルーノ・フェルナンド - バスケットボール選手